# Episodi de I Puffi (serie animata 1981) (settima stagione)
La settima stagione de I Puffi è stata trasmessa dal 19 settembre al 13 dicembre 1987 dal network statunitense NBC con cadenza settimanale con più di 60 episodi accorpati in triplette da 20 minuti per volta.
Vengono introdotti nuovi personaggi: il Puffo Selvaggio (Wild Smurf), disperso da piccolo e allevato nel folto della foresta dagli scoiattoli, il suo amico scoiattolo Dentone (Chitter), il Puffo Dubbioso (Flighty Smurf), chiamato Indeciso nell'episodio 35 a lui dedicato, il Puffo Architetto (Architect Smurf), il Puffo Boscaiolo (Timber Smurf), il Puffo Giornalista (Reporter Smurf) e il Puffo Nessuno (Nobody Smurf). Viene introdotta anche Puffetta Meccanica (Clockwork Smurfette), un puffo robot simile a Puffo Meccanico. Tra i cattivi si aggiungono l'orco detto "Il Predatore" (The Stalker), che ritornerà nella serie successiva, e il circense Malakhov. È anche la stagione finale con John e Solfami. Un Natale speciale è un episodio speciale trasmesso alla fine della serie nel dicembre 1987. La nuova sigla del 1988 di Cristina D'Avena è Puffi qua e là.

## Episodi
| nº | Titolo originale                     | Titolo italiano                        | Titolo dell'eventuale seconda parte | Prima TV USA      | Prima TV Italia | Durata |
| -- | ------------------------------------ | -------------------------------------- | ----------------------------------- | ----------------- | --------------- | ------ |
| 1  | Smurf on the Wild Side (Part 1-2)    | Il nuovo arrivato                      |                                     | 19 settembre 1987 | -               | 22'    |
| 2  | Smurf on the Wild Side (Part 3-4)    | I Puffolini smarriti                   |                                     | 19 settembre 1987 | -               | 11'    |
| 3  | The Smurflings' Unsmurfy Friend      | Il folletto Brigantino                 |                                     | 19 settembre 1987 | -               | 11'    |
| 4  | The Smurfstalker                     | Il cacciatore di Puffi                 |                                     | 19 settembre 1987 | -               | 11'    |
| 5  | Poltersmurf                          | Gli acchiappapuffi                     |                                     | 26 settembre 1987 | -               | 11'    |
| 6  | Baby's Marvelous Toy                 | Il funghetto magico                    |                                     | 26 settembre 1987 | -               | 11'    |
| 7  | Sleepless Smurfs                     | Avventura nel regno di Morfeo          |                                     | 26 settembre 1987 | -               | 11'    |
| 8  | Cut-up Smurfs                        | Bambole di carta                       |                                     | 26 settembre 1987 | -               | 11'    |
| 9  | Gargamel's Sweetheart                | Gargamella s'innamora                  |                                     | 26 settembre 1987 | -               | 22'    |
| 10 | Wild About Smurfette                 | Selvaggio e Puffetta                   |                                     | 3 ottobre 1987    | -               | 11'    |
| 11 | Sing a Song of Smurflings            | Lo strano mostro delle caverne         |                                     | 3 ottobre 1987    | -               | 11'    |
| 12 | Smurfing for Gold                    | Un carico di pepite                    |                                     | 3 ottobre 1987    | -               | 11'    |
| 13 | Jokey's Joke Book                    | Il libro degli scherzi di Burlone      |                                     | 3 ottobre 1987    | -               | 11'    |
| 14 | Poet's Storybook                     | La favola di Poeta                     |                                     | 3 ottobre 1987    | -               | 11'    |
| 15 | The Fastest Wizard in the World      | Il mago più veloce del mondo           |                                     | 3 ottobre 1987    | -               | 11'    |
| 16 | The Dancing Bear                     | Orsetto ballerino                      |                                     | 10 ottobre 1987   | -               | 11'    |
| 17 | Gargamel's Last Will                 | Gargamella e l'elmo di Baldassarre     |                                     | 10 ottobre 1987   | -               | 11'    |
| 18 | Sassette's Bewitching Friendship     | Una streghina amica                    |                                     | 10 ottobre 1987   | -               | 11'    |
| 19 | Azrael's Brain                       | Un gatto geniale                       |                                     | 10 ottobre 1987   | -               | 11'    |
| 20 | Castaway Smurfs                      | L'avventura dei Puffi marinai          |                                     | 10 ottobre 1987   | -               | 11'    |
| 21 | Legendary Smurfs                     | La mania di Sciattone                  |                                     | 10 ottobre 1987   | -               | 11'    |
| 22 | Smurfing the Unicorns                | L'unicorno magico                      |                                     | 17 ottobre 1987   | -               | 11'    |
| 23 | Vanity's Closest Friend              | Vanitoso ha un grande amico            |                                     | 17 ottobre 1987   | -               | 11'    |
| 24 | Peewit's Unscrupulous Adventure      | Lenticchia al castello del buon re     |                                     | 17 ottobre 1987   | -               | 22'    |
| 25 | Nobody Smurf                         | Il mio nome è Nessuno                  |                                     | 17 ottobre 1987   | -               | 11'    |
| 26 | Scruple and the Great Book of Spells | Una lezione per Lenticchia             |                                     | 24 ottobre 1987   | -               | 22'    |
| 27 | Bouncing Smurf                       | L'albero della gomma                   |                                     | 24 ottobre 1987   | -               | 11'    |
| 28 | Clockwork Smurfette                  | Malato d'amore                         |                                     | 24 ottobre 1987   | -               | 22'    |
| 29 | I Was a Brainy Weresmurf             | Sono stato un Puffo mannaro            |                                     | 24 ottobre 1987   | -               | 11'    |
| 30 | The Answer Smurf                     | L'incantesimo di Quattrocchi           |                                     | 24 ottobre 1987   | -               | 11'    |
| 31 | Vanity's Wild Adventure              | Avventura nella foresta                |                                     | 24 ottobre 1987   | -               | 11'    |
| 32 | Soothsayer Smurfette                 | Il vestito stregato                    |                                     | 31 ottobre 1987   | -               | 22'    |
| 33 | Crooner Smurf                        | Un coro poco puffoso                   |                                     | 31 ottobre 1987   | -               | 11'    |
| 34 | Papa for a Day                       | Il cappello del comando                |                                     | 31 ottobre 1987   | -               | 11'    |
| 35 | Flighty's Plight                     | L'avventura di Indeciso                |                                     | 31 ottobre 1987   | -               | 11'    |
| 36 | To Coin a Smurf                      | Tre monete per tre Puffi               |                                     | 31 ottobre 1987   | -               | 22'    |
| 37 | Smurfette Unmade                     | Puffetta strega cattiva                |                                     | 31 ottobre 1987   | -               | 22'    |
| 38 | Foul Feather Fiend                   | Una casetta affollata                  |                                     | 7 novembre 1987   | -               | 11'    |
| 39 | Sassette's Hive                      | Bontina ape regina                     |                                     | 7 novembre 1987   | -               | 22'    |
| 40 | Little Big Smurf                     | Le ambizioni di Sciccoso               |                                     | 7 novembre 1987   | -               | 11'    |
| 41 | Locomotive Smurfs                    | Il treno-puffo di Inventore            |                                     | 7 novembre 1987   | -               | 11'    |
| 42 | A Long Tale for Grandpa              | Alla conquista di una linfa preziosa   |                                     | 7 novembre 1987   | -               | 22'    |
| 43 | Where the Wild Smurfs Are            | La festa della comunità                |                                     | 7 novembre 1987   | -               | 11'    |
| 44 | The Magic Sack of Mr. Nicholas       | Il sacco magico di Babbo Natale        |                                     | 14 novembre 1987  | -               | 22'    |
| 45 | Swapping Smurfs                      | Lo stregone del pozzo                  |                                     | 14 novembre 1987  | -               | 22'    |
| 46 | Predictable Smurfs                   | La regata                              |                                     | 14 novembre 1987  | -               | 11'    |
| 47 | Hefty's Rival                        | Il rivale di Forzuto                   |                                     | 14 novembre 1987  | -               | 11'    |
| 48 | Snappy's Puppet                      | La marionetta parlante                 |                                     | 14 novembre 1987  | -               | 11'    |
| 49 | Prince Smurf                         | La principessa in pericolo             |                                     | 14 novembre 1987  | -               | 11'    |
| 50 | Return to Don Smurfo                 | La pozione magica                      |                                     | 21 novembre 1987  | -               | 11'    |
| 51 | Skyscraper Smurfs                    | Il palazzo di Architetto               |                                     | 21 novembre 1987  | -               | 11'    |
| 52 | Bad Luck Smurfs                      | La ruota della fortuna                 |                                     | 21 novembre 1987  | -               | 11'    |
| 53 | Smurfing Out of Time                 | Alla ricerca del tempo perduto         |                                     | 21 novembre 1987  | -               | 11'    |
| 54 | A Hole in Smurf                      | La febbre del gioco                    |                                     | 21 novembre 1987  | -               | 11'    |
| 55 | Smurf Pet                            | La terra di Nebigonia                  |                                     | 28 novembre 1987  | -               | 22'    |
| 56 | Timber Smurf                         | Tempesta sul villaggio                 |                                     | 28 novembre 1987  | -               | 11'    |
| 57 | The Smurf Who Could Do No Wrong      | L'amuleto di Tontolone                 |                                     | 28 novembre 1987  | -               | 11'    |
| 58 | Smurfette's Lucky Star               | La stellina dei desideri               |                                     | 28 novembre 1987  | -               | 11'    |
| 59 | The Smurfy Verdict                   | Processo a Tontolone                   |                                     | 28 novembre 1987  | -               | 11'    |
| 60 | Chlorhydris' Lost Love               | La giornata dell'amicizia              |                                     | 28 novembre 1987  | -               | 22'    |
| 61 | Stop and Go Smurfs                   | Il campanellino di Golosone            |                                     | 5 dicembre 1987   | -               | 11'    |
| 62 | Poet the Know-It-All                 | L'amuleto magico                       |                                     | 5 dicembre 1987   | -               | 11'    |
| 63 | All the News That's Fit to Smurf     | Il giornale di Curiosone               |                                     | 5 dicembre 1987   | -               | 11'    |
| 64 | Gargamel's Quest                     | La mappa di Burlone                    |                                     | 5 dicembre 1987   | -               | 11'    |
| 65 | Gargamel's Second Childhood          | Gargamella torna bambino               |                                     | 5 dicembre 1987   | -               | 11'    |
| 66 | 'Tis the Season To Be Smurfy         | Un Natale speciale (episodio speciale) |                                     | 13 dicembre 1987  | -               | 22'    |

## Il nuovo arrivato
- Titolo originale: Smurf on the Wild Side

### Trama
Quattrocchi, Puffetta, Bontina e Naturone vengono catturati da Gargamella, per poi essere liberati da un Puffo con un copricapo di foglie insieme al suo amico scoiattolo. I quattro spiegano quanto accaduto a Grande Puffo, che racconta loro che una notte la cicogna dovette consegnare un Puffolino, ma il sacco si squarciò e il piccolo si smarrì; il misterioso salvatore potrebbe essere proprio il Puffo smarrito. Grande Puffo, Naturone, Inventore e Puffetta trovano il Puffo smarrito e lo scoiattolo, ma i due vengono catturati da una gabbia di Gargamella. L'anziano Puffo porta la gabbia con dentro i due al villaggio dei Puffi, che decidono di chiamare il Puffo Selvaggio e lo scoiattolo Dentone. I protagonisti cercano poi di integrare Selvaggio, ma con scarsi risultati; inoltre i Puffolini vorrebbero giocare col nuovo arrivato, ma gli altri Puffi non vogliono. Il giorno dopo Selvaggio attiva la scavatrice di Inventore, causando una serie di danni al villaggio. Mentre i Puffi litigano, Selvaggio se ne va e i Puffolini decidono di andare a vivere con lui.

## I Puffolini smarriti
- Titolo originale: Smurf on the Wild Side
- Titoli ulteriori: Riedizione in VHS Il richiamo della foresta

### Trama
Grande Puffo decide di andare a cercare Selvaggio, quando Puffetta gli riferisce la decisione dei Puffolini. Questi ultimi iniziano a vivere insieme a Selvaggio, dovendosi confrontare con diverse difficoltà. Sciattone, Sciccoso e Bontina decidono allora di tornare a casa e lungo la strada i tre incontrano Grande Puffo: insieme si mettono a cercare Naturone e Selvaggio. Nel frattempo Gargamella, desideroso di uccidere i Puffi, fa versare a Lenticchia due pozioni in una cava di pece, che inizia a eruttare come un vulcano. Naturone e Selvaggio apprendono quanto accaduto e decidono di andare al villaggio. Dopo essersi ricongiunto con Grande Puffo e i Puffolini, Selvaggio causa una frana, facendo deviare la pece verso la casa di Gargamella. A Pufflandia Grande Puffo premia Selvaggio con una medaglia e i Puffi desiderano che lui resti al villaggio. Selvaggio però afferma che la foresta è la sua casa e decide di tornarvi.

## Il folletto Brigantino
- Titolo originale: The Smurflings' Unsmurfy Friend
- Titoli ulteriori: Riedizione in VHS Il folletto dispettoso

### Trama
Gargamella raccoglie il miele con lo scopo di catturare i Puffi, ma rimane accidentalmente incollato a Birba. Mentre Lenticchia cerca di aiutarlo, un folletto distrugge l'alveare e mette del miele sui pantaloni del malvagio stregone, attirando le api. Nel frattempo anche i Puffolini rimangono vittima del folletto di prima, che si presenta come Brigantino, e per farsi perdonare decide di regalare un mazzo di fiori. Tornato al villaggio, il folletto causa una serie di scherzi agli altri Puffi, facendo divertire i Puffolini tranne Sciattone. Nel frattempo Grande Puffo sta realizzando una colla e il folletto decide di sabotare l'ampolla in sua assenza. Quando l'anziano Puffo torna a casa insieme a Puffetta, l'ampolla esplode, modificando le loro acconciature. I Puffolini confessano la verità e Grande Puffo spiega che alcuni scherzi dei folletti possono essere pericolosi. Quella notte Brigantino convince Bontina, Naturone e Sciccoso ad andare a fare degli scherzi a Gargamella, ma i tre vengono catturati dal perfido mago. Il folletto avverte Sciattone e insieme vanno a salvare i Puffolini. Al villaggio Brigantino capisce che alcuni scherzi possono essere pericolosi e decide di fare dei regali ai Puffi.

## Il cacciatore di Puffi
- Titolo originale: The Smurfstalker
- Titoli ulteriori: Riedizione in VHS Trappole nel bosco

### Trama
Mentre raccolgono le puffbacche, i Puffi cercano di non far fare sforzi a Nonno Puffo, data la sua avanzata età. Poco dopo Gargamella, cercando di catturarli, cade e si fa male. Per preparare l'unguento, Lenticchia deve prendere del fango puzzolente, ma un cacciatore lo cattura. Più tardi Lenticchia presenta il cacciatore al suo mentore, il quale gli ordina di catturare i Puffi offrendogli come compenso l'oro ricavabile da essi. I Puffi intanto decidono di andare a raccogliere altre puffbacche, mentre il cacciatore e il suo uccello circondano la zona con una rete, riuscendo a intrappolare i Puffi in una gabbia. Bontina e Nonno Puffo si salvano dalla cattura e insieme vanno a salvare i loro amici, che si rendono conto che non dovevano dubitare di Nonno Puffo.

## Gli acchiappapuffi
- Titolo originale: Poltersmurf
- Titoli ulteriori: Riedizione in home video Un fantasma per Quattrocchi

### Trama
In una notte di tempesta Nonno Puffo racconta una storia sugli acchiappapuffi, ma Quattrocchi non gli crede. In seguito Burlone tenta di spaventare Quattrocchi con un fantasma finto. Il giorno dopo il Puffo con gli occhiali racconta agli altri di aver visto un acchiappapuffi e cerca di liberarsene insieme a Burlone, ma quest'ultimo si diverte a prendersi gioco di lui. Tontolone e Quattrocchi raggiungono poi il castello della palude nera per vedere se ci sono gli acchiappapuffi. Essi vengono accidentalmente liberati da Quattrocchi e iniziano ad assalire il villaggio. Grande Puffo, Burlone, Quattrocchi, Tontolone e Golosone, grazie ai dolcetti di quest'ultimo, riescono ad attirare gli spiriti nel castello.

## Il funghetto magico
- Titolo originale: Baby's Marvelous Toy

### Trama
Durante le pulizie di primavera, Nonno Puffo trova un giocattolo a forma di funghetto, che regala a Baby Puffo. A quest'ultimo piace parecchio e apprende ben presto che esso è magico e può trasformarsi in varie cose. Il neonato però si allontana dal villaggio e viene catturato da Gargamella, che lo mette nella pentola insieme al giocattolo magico. Grazie a esso, Baby Puffo riesce a fuggire e a tornare a casa.

## Avventura nel regno di Morfeo
- Titolo originale: Sleepless Smurfs
- Titoli ulteriori: Riedizione in home video Il regno dei sogni

### Trama
Gargamella sogna di essere a Pufflandia, ma di essere più piccolo dei Puffi. Poco dopo viene catturato da Morfeo (chiamato Smorfione nell'episodio L'incubo di Pigrone); siccome anche lui desidera catturare i Puffi, propone a Gargamella un accordo: se quest'ultimo lo aiuterà nel suo piano di cattura (disturbare il loro sonno per costringerli a recarsi nel regno di Morfeo che li rinchiuderà per sempre) lo stregone potrà avere i Puffi. Morfeo ordina a Gargamella di rubare le pecore dallo steccato che conduce al mondo dei sogni e così succede: a causa di ciò i Puffi non riescono a dormire e Grande Puffo, Puffetta, Lanoso, Pigrone e Sciccoso partono per il regno dei sogni. Il gruppo apprende che le pecore sono nel mondo degli incubi e lo raggiungono, dove viene inseguito da Gargamella, Briba, Morfeo e una nube temporalesca. Dopo varie disavventure i Puffi riescono ad avere la meglio e risolvere la situazione.

## Bambole di carta
- Titolo originale: Cut-up Smurfs

### Trama
Bontina gioca con la sua bambola Lulù, ma si rompe: in attesa che la ripari, Sarto le consiglia di giocare con delle bamboline di carta. Bontina trova poi un foglio contaminato da una formula rivitalizzante di Grande Puffo e lo usa per realizzare tre bambole di carta, che iniziano ad animarsi. A Bontina piacciono così tanto le nuove bambole che quando Sarto arriva con Lulù riparata, lei gliela regala. Poco dopo le bambole animate iniziano a causare dei problemi nel villaggio: Grande Puffo cerca di invertire l'incantesimo. Le bambole però scappano e vengono catturate da Gargamella. Per salvarle, Sarto crea numerosi Puffi di carta anch'essi animati, riuscendo ad avere la meglio. Al villaggio Grande Puffo annulla l'incantesimo e Sarto cede Lulù a Bontina, che ne è felice.

## Gargamella s'innamora
- Titolo originale: Gargamel's Sweetheart

### Trama
Sarto è oberato di lavoro, così Inventore fabbrica una "super-puffatrice" (corrispondente all'odierna macchina per cucire). Nonostante gli altri Puffi cerchino di far divertire Sarto, egli si deprime per essere stato rimpiazzato. Poco dopo il lino per fabbricare i vestiti è finito: Quattrocchi, Tontolone, Inventore, Brontolone, Pittore, Vanitoso e Bontina vanno a prenderne di altro. Nel frattempo Gargamella incontra la strega Evelina e se ne innamora. Per corteggiarla vuole trasformare sei Puffi in oro, ma a causa della sua inettitudine riesce a prenderne solo due (Quattrocchi e Tontolone). I Puffi avvertono Sarto che, in assenza di Grande Puffo, decide di guidare la spedizione di salvataggio. Brontolone, Pittore, Vanitoso e Bontina vengono catturati da Evelina, dopodiché quest'ultima stordisce Gargamella e porta i Puffi al suo castello. Siccome però non conosce la magica formula aurea, decide di invitare Gargamella nel suo castello. Lo stregone riceve la lettera e decide di raggiungere Evelina, seguito di nascosto da Sarto e Inventore. Giunti al castello, mentre Gargamella prepara la formula magica, Sarto gli lega le gambe, facendolo cadere sul tavolo. La gabbia cade e si apre, permettendo ai Puffi di scappare, mentre Evelina si arrabbia con Gargamella. Infine al villaggio Sarto cuce manualmente i vestiti, nonostante la spalla indolenzita.

## Selvaggio e Puffetta
- Titolo originale: Wild About Smurfette
- Titoli ulteriori: Riedizione in DVD Pazzi per Puffetta

### Trama
I Puffi vanno a fare un picnic, ma Puffetta, che deve portare il cesto, rimane indietro e viene aiutata da Selvaggio. A un certo punto i protagonisti vengono attaccati dal mostro-rana e, mentre scappano, la femmina rimane di nuovo indietro, venendo salvata da Selvaggio. Grande Puffo spiega poi che, a causa delle piogge, la palude è straripata portando il mostro nello stagno della foresta e ordina loro di non avvicinarsi agli specchi d'acqua. Puffetta e Selvaggio decidono poi di passare del tempo insieme nella casa di quest'ultimo. Ciò però fa ingelosire Quattrocchi, Tontolone, Inventore e Pittore, i quali preparano delle trappole per il mostro-rana, una delle quali si ritorce contro i quattro. Selvaggio cerca di salvarli, ma viene catturato da una rete. Puffetta, lanciandogli contro dei fiori, fa starnutire il mostro, che cade in una trappola. Al villaggio Grande Puffo sgrida i quattro per essersi avvicinati allo stagno ed essi rivelano che volevano far colpo su Puffetta, temendo che andasse a vivere con Selvaggio. La femmina però spiega che voleva trascorrere del tempo con Selvaggio, perché lui si sentiva solo dopo che Dentone se ne era andato con una scoiattolina, la quale ha avuto dei piccoli. 

## Lo strano mostro delle caverne
- Titolo originale: Sing a Song of Smurflings

### Trama
I Puffolini vogliono suonare la loro canzone, ma nessuno la apprezza. Vanno quindi a suonarla nel canyon dell'eco, dove un mostro delle caverne apprezza la loro musica. La strana creatura viene attratta dalla musica dei Puffolini nel villaggio, ma causa alcuni problemi ai Puffi a causa della sua mole. Grande Puffo consiglia allora ai Puffolini di suonare per attirare il cavernicolo a casa, ma Nonno Puffo spiega che la creatura è il leggendario mostro delle caverne e chi entra nella caverna non può più uscire. I Puffolini entrano nella caverna, ma arrivano sul posto Grande Puffo, Nonno Puffo e Inventore. Per permettere al cavernicolo di ascoltare musica e liberare i Puffolini, Inventore gli consegna uno "stereo-puffo".

## Un carico di pepite
- Titolo originale: Smurfing for Gold

### Trama
I Puffi, mentre raccolgono le puffbacche, notano un cavaliere dirigersi a casa di Gargamella; Bontina, Tontolone, Quattrocchi, Minatore e Burlone decidono di seguirlo. Il gruppo scopre poi che raccoglie la colletta per l'incantesimo del mese. Siccome Gargamella non ha soldi, l'esattore esige di essere pagato entro il tramonto. Poco dopo Gargamella cattura Tontolone. Minatore gli lancia una pepita d'oro e il mago ne vorrebbe altro. Minatore cerca altro oro, ma Burlone decide di giocare uno scherzo: tinge dei sassi col colore dell'oro. Più tardi Minatore, Burlone, Bontina, Quattrocchi e Tontolone fanno vedere la miniera al perfido stregone. Quest'ultimo si impossessa dell'oro finto, scoprendo del trucco solamente al momento del pagamento.

## Il libro degli scherzi di Burlone
- Titolo originale: Jokey's Joke Book
- Titoli ulteriori: Riedizione in VHS Gli scherzi di Burlone

### Trama
Durante la raccolta delle puffragole, Inventore realizza la macchina "raccogli puffragole". Poco dopo Golosone invita gli altri Puffi ad aprire la "scatola del pranzo", uguale ai pacchi di Burlone. Quattrocchi crede che sia il classico scherzo, così Golosone apre la scatola e vi esce un cupcake; gli altri Puffi fanno altrettanto, ricevendo tuttavia un'esplosione in faccia. Il rumore attira Gargamella, ma Inventore, grazie al suo macchinario, lo priva dei suoi abiti, facendolo tornare a casa imbarazzato. I Puffi decidono di non aprire mai più le scatole di Burlone, il quale decide di cercare nuovi scherzi da fare sul Grande libro delle risate. Ciò causa l'ira di Puffetta, Golosone, Pittore e Vanitoso, che decidono di dare una lezione a Burlone. Grande Puffo interviene e gli ordina di ritirare gli oggetti usati per gli scherzi. Burlone tuttavia non intende mettere via il libro. Quattrocchi se ne impossessa e lo lancia a Pittore, che lo tira a Tontolone, ma lo manca e viene triturato dal macchinario di Inventore. Nonostante Quattrocchi sia felice, Burlone decide di andarsene dal villaggio. Grande Puffo, Puffetta, Sciccoso, Inventore, Quattrocchi e Tontolone lo scoprono e decidono di andare a cercarlo, ma vengono catturati da Gargamella. Sentendosi in colpa, Burlone decide di andare a liberarli: riesce ad avere la meglio su Gargamella grazie ad alcuni suoi scherzi. Per ringraziarlo, Quattrocchi decide di regalare una copia con dedica de Le citazioni di Quattrocchi a Burlone, che a propria volta gli dona un pacco esplosivo.

## La favola di Poeta
- Titolo originale: Poet's Storybook

### Trama
Un anziano mago cavalca nella foresta, ma mentre il cavallo galoppa cade un libro dalla borsa che si trova sul suo fianco. Nel frattempo, a Pufflandia, Nonno Puffo legge una fiaba ai Puffi, che lo ascoltano con entusiasmo, mentre Poeta è intento a leggere la sua ultima poesia a Pittore, Vanitoso e Stonato, i quali però sono più interessati ad ascoltare la storia di Nonno Puffo. Poeta rimane deluso e decide di iniziare a scrivere fiabe al posto delle poesie, ma non riesce a trovare l'ispirazione. Mentre vaga per la foresta in cerca di idee, inciampa per caso sul libro smarrito dal mago. Quest'ultimo nel frattempo arriva a casa e si accorge della scomparsa del suo libro magico. Poeta vedendo che il libro è vuoto decide di scriverci storie ispirate ai vari Puffi. Siccome il libro è magico, quanto scritto sul libro inizia ad avverarsi e causa vari problemi al villaggio. Poeta scrive di essere l'eroe che arriva al villaggio, venendo teletrasportato a Pufflandia, dove i Puffi lo informano di quello che sta accadendo. Poeta rivela di aver scritto quelle fiabe; Grande Puffo realizza che quel libro è magico e che l'unico modo per uscire fuori dal guaio è scrivere il finale in cui tutto torna normale; Poeta lo fa, salvando il villaggio. Alla fine quest'ultimo, Grande Puffo e Nonno Puffo restituiscono il libro al legittimo proprietario e Poeta si convince a tornare a scrivere poesie.

## Il mago più veloce del mondo
- Titolo originale: The Fastest Wizard in the World

### Trama
Mentre Puffetta e Tontolone recitano uno spettacolo, le gradinate su cui sono seduti gli altri Puffi iniziano a crollare. Mentre i Puffi le riparano sotto la direzione di Inventore, scocca la pausa pranzo e, in quel momento, Selvaggio le ricostruisce a tempo di record, ma sono anch'esse instabili e crollano. Inventore sgrida Selvaggio, che si allontana affranto nella foresta. I Puffi abbattono un albero, ma vengono inseguiti da Gargamella; nonostante sia in grado di correre più veloce del solito riesce ad avere la peggio anche grazie a Selvaggio e Bue Grasso. Il giorno dopo Gargamella cerca di catturarli servendosi di una "ciclo-macchina" con una gabbia: nonostante riesca a rinchiudere numerosi Puffi, Inventore e Selvaggio smontano la gabbia, liberando tutti. Lo stregone usa poi una formula magica per volare come Mercurio, ma anche qui fallisce grazie a Selvaggio. I Puffi intanto ricostruiscono le gradinate e Inventore dice a Selvaggio di procedere con calma; Quattrocchi tuttavia afferma che se Selvaggio si fosse comportato con calma il giorno prima molti Puffi sarebbero stati catturati.

## Orsetto ballerino
- Titolo originale: The Dancing Bear

### Trama
Per la festa della primavera alcuni Puffi suonano Sul bel Danubio blu mentre altri ballano. Selvaggio però, provando a ballare, travolge tutti. Quattrocchi cerca di insegnare a Selvaggio come ballare, ma con scarsi risultati. Improvvisamente Sciattone incontra l'orsetto Cubby, che è fuggito dal circo di Malakhov. Quest'ultimo cerca di riprendersi Cubby: i Puffolini, Quattrocchi e Selvaggio provano a difendere l'orsacchiotto, ma l'uomo cattura Selvaggio, Bontina, Naturone e Sciccoso. Quattrocchi e Sciattone tornano al villaggio con Cubby e spiegano l'accaduto a Grande Puffo. Quest'ultimo allora decide di partire in salvataggio: in groppa all'orsetto Grande Puffo, Quattrocchi e Sciattone si dirigono verso il circo. Qui Cubby distrae Malakhov, mentre Grande Puffo e Sciattone liberano i loro amici prigionieri. Nonostante l'uomo li scopra, i Puffi e l'orsetto riescono a liberare un uccello prigioniero e, mentre cercano di scappare dal circo, compiono involontariamente una serie di numeri acrobatici. Quattrocchi viene poi catturato da Malakhov e, nonostante gli altri si arrendano, l'uomo li chiude nel suo sacco. Grazie a un piano astuto, Sciattone e Cubby riescono a liberare gli altri Puffi e l'orsetto si guadagna la libertà.

## Gargamella e l'elmo di Baldassarre
- Titolo originale: Gargamel's Last Will
- Titoli ulteriori: Riedizione in DVD L'ultimo desiderio di Gargamella

### Trama
Gargamella vorrebbe avere l'elmo magico di Baldassarre, ma egli lo sbatte bruscamente fuori dal castello. Nel frattempo i Puffi stanno per fare un picnic: Golosone prepara uno stufato al peperoncino e un punch. Cucciolo tuttavia assaggia lo stufato e, con la gola in fiamme, beve tutto il punch: con la schiuma intorno alla bocca assomiglia a un cane rabbioso. Mentre viene sgridato da Quattrocchi, Cucciolo finisce per piantarsi una spina sul sedere e, impazzito per il dolore, morde Gargamella. Puffetta gli toglie la spina, dopodiché Sciattone lo porta al villaggio. Lenticchia intanto, desideroso di essere libero da Gargamella, decide di fargli uno scherzo: gli fa credere che Cucciolo abbia la bava schiumante e che, per essere stato morso, si trasformerà in un cane a mezzanotte. Gargamella decide di sfruttare la cosa a suo favore: facendosi credere un cane rabbioso, si fa dare l'elmo da Baldassarre. Grazie a esso cerca poi di catturare Cucciolo, Puffetta, Quattrocchi e Sciattone, ma come al solito ha la peggio. I Puffi intanto organizzano un altro picnic, preparando le stesse pietanze: Gargamella, vedendoli bere il punch, scopre il trucco e, insieme a Lenticchia e Birba, decide di catturarli. Cucciolo riesce però a proiettare i tre in una caverna dove vengono inseguiti da un orso. Quando tornano a casa arriva sul posto Baldassarre, che per vendicarsi di quanto accaduto prima li colpisce coi fulmini.

## Una streghina amica
- Titolo originale: Sassette's Bewitching Friendship
- Titoli ulteriori: Riedizione in DVD Un'amica per Bontina

### Trama
I Puffi si stanno preparando per la regata e non hanno tempo per giocare con Bontina. Nel frattempo nell'accademia delle buone brave piccole streghe, l'allieva Melina fallisce le prove a cui l'insegnante, la strega Turchina, la sottopone: trasforma un ranocchio in una moffetta e, mentre cerca di volare con la scopa, il "mezzo" va fuori controllo e atterra bruscamente in uno stagno. Sentendosi inadeguata Melina se ne va e, mentre vola, passa davanti alla casa di Gargamella, dandogli l'idea di catturare i Puffi volando. Melina atterra vicino a dove si trova Bontina e i due fanno subito amicizia. Durante la regata non c'è vento e Melina genera involontariamente un uragano. I Puffi ritornano a riva incolumi tranne Puffetta, bloccata tra le onde; l'aspirante strega la trasforma in una sirena per farla tornare a riva, ma non riesce a ritrasformarla in un Puffo. Intanto Gargamella arriva sul posto volando su una scopa e cattura Grande Puffo, Puffetta, Bontina e Baby Puffo; Melina riesce a salvarli trasformando la scopa dello stregone in un cavallo alato e poi facendolo imbizzarrire. Poco dopo arrivano sul posto Turchina e le altre allieve: Melina spiega che credeva che l'insegnante volesse di liberarsi di lei in quanto pasticciona, dopodiché Turchina e Melina fanno tornare come prima Puffetta.

## Un gatto geniale
- Titolo originale: Azrael's Brain

### Trama
Gargamella e Birba cercano di catturare i Puffi con una ventosa, ma lo stregone colpisce involontariamente la sua gatta. A casa Gargamella si arrabbia con Birba e la sbatte fuori di casa, dopodiché decide di creare una pozione per aumentare il suo quoziente intellettivo, seppur per solo 24 ore. Birba irrompe in casa di Gargamella e si rovescia accidentalmente addosso la pozione. Diventata intelligentissima, la gatta si vendica facendo costruire a Gargamella una macchina dotata di cingoli e tre aspiratori per catturare i Puffi. A bordo del veicolo Birba si avvicina alla foresta dove alcuni Puffi stanno giocando a pallavolo, dopodiché vengono risucchiati dal macchinario. Forzuto e Sciattone avvertono Quattrocchi che, insieme ad altri due Puffi, si recano alla stamberga di Gargamella, dove vengono poco dopo chiusi in una trappola. Quattrocchi si salva e Birba cerca di catturarlo. Così facendo però le cade in testa una padella (come a Gargamella e a Lenticchia) permettendo a Quattrocchi di liberare tutti.

## L'avventura dei Puffi marinai
- Titolo originale: Castaway Smurfs

### Trama
Puffetta si annoia e Sognatore la invita per un viaggio in alto mare, a cui partecipano anche Golosone, Tontolone, Forzuto, Quattrocchi e Inventore. Dopo un po' di viaggio, Sognatore è esausto e Quattrocchi si offre di prendere il timone, finendo tuttavia per naufragare su un'isola durante una tempesta. I Puffi all'inizio sono preoccupati come tornare a casa, tuttavia Puffetta è felice di essere su un'isola e desidera divertirsi. Dopo alcune disavventure i protagonisti desiderano tornare a casa, ma non hanno idea di come fare. Sfortunatamente un vulcano nelle vicinanze erutta, minacciando l'isola. Sognatore costruisce un catama-puffo, permettendo al gruppo di evacuare l'isola in tempo, dopodiché tutti tornano a Pufflandia.

## La mania di Sciattone
- Titolo originale: Legendary Smurfs
- Titoli ulteriori: Riedizione in DVD Alla ricerca dei Puffi

### Trama
L'armadio di Sciattone è talmente pieno di oggetti vecchi da non esserci più spazio per quelli nuovi, ma il Puffolino non vuole disfarsene. Nel frattempo Anton e Casimiro, due maghi, stanno cercando i Puffi e ne parlano con Gargamella: egli decide di aiutarli in cambio di un compenso. Sciattone intanto mette i suoi vecchi effetti personali in un albero cavo. Venendo trovato da Gargamella, il piccolo scappa; i suoi effetti personali vengono portati via dal malvagio stregone. Anton e Casimiro ricompensano con una moneta d'oro Gargamella e gli spiegano che mostrando loro l'ubicazione di Pufflandia il guadagno sarà astronomico. Non essendo mai riuscito a trovarlo, Gargamella decide di imbrogliare e costruire un falso villaggio. Nottetempo Sciattone si sveglia e va all'albero cavo, dove scopre che i suoi ricordi sono spariti. Viene però scoperto e sgridato dagli altri Puffolini. I quattro trovano poco dopo il falso villaggio e arrivano sul posto Gargamella, Birba, Anton e Casimiro. I Puffolini avvertono Grande Puffo, che decide di smascherare le intenzioni dei maghi. Nel frattempo Gargamella cerca di far credere ai due maghi che Lenticchia sia un Puffo, ma i veri Puffi attraversano un fiume usando un ponte, mentre lo stregone e il suo assistente, essendo troppo pesanti, cadono in acqua rivelando il trucco. Anton e Casimiro se ne vanno e Grande Puffo è contento che la foresta non sia invasa dagli umani.

## L'unicorno magico
- Titolo originale: Smurfing the Unicorns

### Trama
Durante una spedizione Cucciolo beve dell'acqua infetta. Mentre Naturone resta col cagnolino, Nonno Puffo, Quattrocchi e Puffetta tornano al villaggio con un campione dell'acqua. Grande Puffo rivela che, a meno che la fonte non venga purificata dal corno di un unicorno, Cucciolo morirà. Nonno Puffo, Quattrocchi e Puffetta partono alla ricerca dell'unicorno, trovandolo. Lenticchia nel frattempo viene incaricato da Gargamella di trovare le radici di nebbia marce; tuttavia, mentre si trova su un albero, vi cade e atterra sull'unicorno, perdendo le radici, ma lo stregone non gli crede. Lenticchia decide di incollare un corno fasullo sulla fronte di un cavallo bianco e portarlo da Gargamella. Tontolone lo vede e, credendo che Lenticchia abbia catturato l'unicorno, avverte Grande Puffo. Quest'ultimo, Inventore e Tontolone vanno perciò a casa di Gargamella, che li chiude in una gabbia. Intanto Nonno Puffo, Quattrocchi e Puffetta portano il vero unicorno dove si trova Cucciolo e, grazie al suo corno, purificano l'acqua facendo guarire il cagnolino. Nonno Puffo, Quattrocchi e Puffetta scoprono di quanto fatto da Gargamella e, grazie all'unicorno, liberano i Puffi. Mentre Gargamella realizza il trucco e insegue Lenticchia, i Puffi salutano affettuosamente l'unicorno.

## Vanitoso ha un grande amico
- Titolo originale: Vanity's Closest Friend

### Trama
Vanitoso si fa fare un cappello con diversi specchi pendenti, ma a causa della disattenzione distrugge un magazzino in costruzione di Inventore. Venendo sgridato dagli altri Puffi, Vanitoso si allontana e incontra Winky, un diavoletto solitario, con cui fa amicizia. Il diavoletto sale sul cappello del borioso Puffo, che lo porta al villaggio. Dopo un po' Vanitoso vorrebbe che il suo amico scenda dal cappello, ma quest'ultimo non vuole. Mentre i Puffi cercano invano di convincere Winky a scendere, Grande Puffo spiega che solo la rara erba diavola potrà far scendere Winky. Grande Puffo, Quattrocchi, Golosone, Forzuto e Vanitoso vanno a cercare l'erba diavola, ma vengono catturati da Gargamella. Vanitoso e Winky si salvano dalla cattura e, mentre cercano di liberarli, vengono scoperti da Gargamella. Winky salta sullo stregone e diventa il suo nuovo migliore amico. Vanitoso intanto libera gli altri Puffi e tutti tornano a casa.

## Lenticchia al castello del buon re
- Titolo originale: Peewit's Unscrupulous Adventure

### Trama
Solfami dà ai Puffi una busta: quella sera al castello del re vi sarà la celebrazione del giubileo d'oro: Grande Puffo è ospite e può portare un Puffo. Mentre si allontana a bordo della sua capra Carotina, Solfami si scontra con Lenticchia e nell'impatto cadono le buste a terra. Dopo una breve discussione, Lenticchia scopre che Solfami lavora per il re e, desideroso di avere lo stesso ruolo, lo aiuta a raccogliere le buste, ma se ne appropria di una di nascosto. Per decidere quale Puffo parteciperà ai festeggiamenti, Grande Puffo invita tutti a fare un regalo per il re: chi farà il più adatto andrà al giubileo. Grande Puffo tuttavia giudica belli tutti i regali, affermando che è il pensiero che conta e non la sostanza. Decide perciò di portare di nascosto tutti i Puffi. Al castello Lenticchia riesce a entrare grazie all'invito rubato. Intanto Solfami scopre che il ciambellano e alcuni suoi complici vogliono saccheggiare il castello, ma non riesce ad avvertire il re. Poco dopo lui e Carotina vengono buttati fuori dalla fortezza dal ciambellano. Lenticchia si offre quindi di prendere il posto di Solfami. Poco dopo il giullare incontra i Puffi e spiega loro quanto accaduto. Nel frattempo il ciambellano fa intrattenere il pubblico a Lenticchia: gli ordina di gettare una fiala nel caminetto, i cui fumi fanno addormentare tutti, tranne i malfattori e Lenticchia. Dopo essersi impossessati dei gioielli degli invitati i briganti vorrebbero rubare il tesoro reale. I Puffi però riescono a mettere fuori gioco i ladri grazie ai vari regali e a svegliare gli umani addormentati. Quando il re si sveglia, fa rinchiudere i malfattori in prigione e ringrazia i Puffi. Lenticchia si trova invece costretto a estirpare le erbacce, con suo grande disappunto.

## Il mio nome è Nessuno
- Titolo originale: Nobody Smurf

### Trama
Puffo Nessuno vorrebbe avere un nome che gli si adatti. Insieme a Tontolone prova ad allenarsi con Forzuto, preparare una torta con Golosone e diventare un genio come Quattrocchi, ma ogni tentativo fallisce. In seguito Grande Puffo, Nessuno, Quattrocchi, Tontolone, Forzuto e Golosone vanno a raccogliere la felce. Nella foresta il gruppo trova una strana fontana, vicino alla quale c'è una coppa su un piedistallo. Su di esso vi è scritto che, raccogliendo la coppa, vi sarà la maledizione di uno spirito maligno. Tontolone però cade nella fontana e, nel salvarlo, Nessuno fa cadere la coppa in acqua. Così facendo Mistico, lo spirito maligno, viene liberato e trasforma i Puffi in suoi simili, tranne Nessuno. Per tornare come prima occorre rimettere Mistico nella coppa e rimetterlo nella fontana. Nessuno riesce nell'impresa, grazie al suo talento di nascondersi, e viene acclamato eroe dagli altri Puffi. Grande Puffo afferma che non sarà più un Puffo sottovalutato e chiede di essere chiamato Qualcuno.

## Una lezione per Lenticchia
- Titolo originale: Scruple and the Great Book of Spells

### Trama
È una notte di Luna piena: Gargamella usa il grande libro degli incantesimi – accessibile soltanto durante i pleniluni – per farsi dare un incantesimo per catturare i Puffi. Mentre il malvagio stregone va a prendere gli ingredienti necessari, Lenticchia desidera vendicarsi del suo mentore e dei suoi ex compagni di scuola. Servendosi anch'egli dello stesso libro, il ragazzino si fa dare gli ingredienti necessari per diventare un grande mago. Grazie a ciò il giorno dopo si fabbrica una bacchetta e la usa per erigere una statua in suo onore, estraendone il ferro contenuto nei campi; ciò però fa appassire le coltivazioni di puffragole dei Puffi. Mentre Lenticchia si prende gioco di Gargamella, Grande Puffo apprende che il terreno ha perso i minerali, specialmente il ferro; decide dunque di recarsi da Madre Natura. Quattrocchi è convinto che ciò sia dovuto al fatto che Contadino abbia seminato le piante troppo vicine; l'agricoltore, insieme a Bontina e Inventore, si mette a cercare un altro terreno da seminare. Lenticchia intanto si fa portare da Gargamella alla sua vecchia scuola, a bordo di un risciò. Lungo la strada, il perfido mago trova degli arnesi dei Puffi; Lenticchia usa la sua bacchetta per catturare Contadino, Bontina e Inventore, rendendo felice Gargamella, che vuole mangiarli. Il ragazzo allora fa apparire un cavallo e in un baleno raggiunge la scuola, desideroso di avere il diploma, ma fallisce miseramente. Lenticchia allora si vendica facendo apparire una montagna di ghiaccio; sfortunatamente l'aspirante mago rompe la bacchetta e l'incantesimo inizia a degenerare. Contadino, Bontina e Inventore riescono a liberarsi e raggiungono il castello di Madre Natura, dove trovano lei e Grande Puffo congelati. Poco dopo i tre incontrano Lenticchia, che decide di collaborare con loro per rimediare alla situazione. Inventore fabbrica un impianto di scongelamento, permettendo a Lenticchia e Bontina di arrivare al grande libro degli incantesimi, ma esso è arrabbiato per essere stato congelato e non vuole aiutare Lenticchia. Poco dopo Inventore e Contadino arrivano sul posto e, facendo loro la richiesta, riescono a risolvere il problema. Lenticchia vorrebbe una nuova bacchetta, ma il libro si chiude, essendo tramontato il Sole, costringendo il ragazzo a vedersela con la rabbia di Gargamella. Quella notte Contadino è disperato perché i campi sono malridotti, ma Madre Natura gli spiega che il ghiaccio sciogliendosi ha nutrito la terra. L'anziana fata quindi fa apparire nei campi delle nuove piante già pronte per la raccolta.

## L'albero della gomma
- Titolo originale: Bouncing Smurf

### Trama
Contadino, Quattrocchi e Tontolone vanno da Madre Natura per farsi dare dei semi di puffragole. La fata regala poi all'ottuso Puffo un seme saltellante dell'albero della gomma. Nei campi di Contadino, Tontolone fa cadere il suo seme in una formula magica che accelera la crescita, generando in un baleno l'albero della gomma. Inventore usa la linfa di gomma raccolta per fabbricare svariate cose, ma Grande Puffo scopre che toccare la linfa è pericoloso. Tontolone cade poi nella linfa e si mette a rimbalzare per tutto il villaggio come una pallina. Mentre Grande Puffo va da Madre Natura per risolvere la situazione, Tontolone rimbalza nella foresta. Quattrocchi, Forzuto, Burlone, Inventore e Bontina vanno a salvarlo, ma tutti vengono catturati da Gargamella. Grazie alle nuove abilità di Tontolone, riescono però a liberarsi. Più tardi Madre Natura fa tornare tutto come prima.

## Malato d'amore
- Titolo originale: Clockwork Smurfette

### Trama
Re Gerardo vuole trascorrere del tempo con la principessa Francesca, con disappunto di Puffo Meccanico, che torna abbattuto al villaggio. Qui si mette a corteggiare Puffetta, che tuttavia è impegnata in altre faccende. Inventore allora fabbrica una Puffetta Meccanica (con i capelli neri); si anima solo quando Tontolone le fa cadere una torta. Nel frattempo Gargamella fabbrica una pozione per volare, ma Lenticchia mette l'ingrediente sbagliato, facendo cadere il mago in trance. Lenticchia decide di sfruttare la situazione per prendersi gioco del suo mentore, ma poco dopo l'effetto svanisce. Nel frattempo un litigio tra Inventore e Puffetta Meccanica porta quest'ultima ad andarsene dal villaggio. Ella sviene sbattendo contro la grande quercia, venendo trovata da Gargamella, che decide di mettere la pozione negli ingranaggi. Poco dopo Inventore la trova e la riporta al villaggio; aprendone lo sportello fuoriescono le bolle della pozione, che colpiscono i Puffi. Essi, in stato di trance, su ordine di Gargamella, si recano alla grande quercia ed entrano in un pentolone. Puffo Meccanico e Puffetta Meccanica sono incolumi e spruzzano la pozione su Gargamella e Lenticchia, per poi liberare gli altri Puffi. Golosone ordina quindi ai due umani di gettarsi nel lago ed essi sono costretti a eseguire. Nel frattempo i due Puffi robot si recano al castello di re Gerardo.

## Sono stato un Puffo mannaro
- Titolo originale: I Was a Brainy Weresmurf

### Trama
Naturone, Tontolone e Quattrocchi accudiscono dei cuccioli di lupo, quando il saccente Puffo cade su un fiore e si ferisce, costringendo i tre a tornare al villaggio. Quella sera Quattrocchi si trasforma in un "Puffo mannaro" e scappa nella foresta, venendo catturato da Malakhov, alla ricerca di una nuova attrazione per il suo circo. Intanto Grande Puffo rivela che, se entro la mezzanotte del giorno dopo, non verrà messa sul collo di Quattrocchi una collana di radici di acero e aglio, egli sarà condannato a diventare Puffo mannaro a ogni plenilunio. I Puffi trovano gli ingredienti necessari e fabbricano la collana, dopodiché, grazie al fiuto della madre dei lupacchiotti, raggiungono il circo. Dopo aver liberato il compagno della lupa (anche lui prigioniero) vengono catturati da Malakhov e chiusi in gabbia con Quattrocchi. Egli rompe la gabbia e Malakhov minaccia i Puffi con la frusta, ma arrivano i due lupi, costringendo il perfido uomo a vedersela con loro. Nel frattempo i Puffi mettono la collana su Quattrocchi, portando quest'ultimo alla normalità.

## L'incantesimo di Quattrocchi
- Titolo originale: The Answer Smurf

### Trama
Sciattone ha la bronchite e deve restare a letto. Grande Puffo va a raccogliere le erbe e affida il villaggio a Quattrocchi, ma lui continua a dare consigli non richiesti agli altri Puffi, facendoli arrabbiare. Decide allora di preparare un effluvio magico per far sì che gli altri chiedano consigli a lui. I suggerimenti del saccente Puffo si rivelano però sbagliati e, non sapendo cosa fare, Quattrocchi ordina agli altri di andare al fiume, dove Gargamella li cattura, tranne Bontina. Sciattone, non avendo sentito l'odore dell'effluvio a causa del raffreddore, non è colpito dall'incantesimo e cerca di trovare la controformula insieme a Quattrocchi, senza successo. Arrivano però Grande Puffo e Bontina, che rivelano quanto successo: Sciattone suggerisce di far cercare la controformula all'anziano Puffo, mentre lui e Quattrocchi vanno a liberare i loro amici. Grande Puffo sistema tutto e Quattrocchi capisce la lezione.

## Avventura nella foresta
- Titolo originale: Vanity's Wild Adventure

### Trama
In occasione della giornata del regalo, i Puffi fanno un picnic nella foresta e Sarto dona una sciarpa a Vanitoso; Grande Puffo però si è dimenticato di fare un regalo per Selvaggio. Poco dopo la sciarpa di Vanitoso si impiglia in un ramo, impedendogli di scappare da Gargamella; Selvaggio lo salva e lo porta al suo albero. Il giorno dopo Selvaggio viene catturato da Gargamella e, nonostante alcune difficoltà, Vanitoso lo salva. Quest'ultimo per sdebitarsi decide di regalare a Selvaggio quanto rimasto della sciarpa.

## Il vestito stregato
- Titolo originale: Soothsayer Smurfette
- Titoli ulteriori: Riedizione in DVD Puffetta indovina

### Trama
Baby Puffo è arrivato da 4 anni e festeggia il suo primo compleanno (i Puffi festeggiano il compleanno ogni 4 anni). Nel frattempo i Puffolini spiano Gargamella, finché egli raggiunge un accampamento di zingari. Qui il mago vuole farsi leggere il futuro da Matilda, la quale gli spiega che una bambola ha dei poteri magici: quando qualcuno ne indosserà il vestitino rosso accadrà qualcosa di incredibile. Matilda abbandona il carrozzone infastidita dall'abbaiare del loro cane e, vedendo Bontina, la scambia per un topo blu. Approfittando della distrazione della chiromante, lo stregone si impossessa di nascosto della bambola. Tornando al villaggio i Puffolini incontrano Puffetta, la quale li sgrida per la loro azione e viene supplicata da Naturone di non riferire l'accaduto a Grande Puffo. Gargamella guarda su un libro di incantesimi (rubato da Baldassarre) che per attivare la magia della bambola occorre che "chi indossa quel vestito deve essere blu". All'accampamento, Matilda apprende del furto della bambola spiega agli altri di recuperare la bambola prima che possa far indossare il vestito a Bontina. Il giorno dopo, mentre va a raccogliere dei boccioli di rose blu, Puffetta incontra Gargamella travestito da Matilda, che le consegna il vestito della bambola. Tornata al villaggio, Puffetta indossa il vestito; spiega agli altri Puffi di averlo ricevuto da una chiromante e che sarebbe in grado di predire il futuro. Tontolone chiede a Puffetta dove è finito un sasso della sua collezione e lei, grazie ai poteri, spiega che si trova in un cespuglio ai piedi della grande quercia; così facendo però la bambola, situata a casa di Gargamella, ripete quanto detto da Puffetta: lo stregone ordina subito a Lenticchia di preparare una trappola sotto la grande quercia. Tontolone e Quattrocchi vanno alla grande quercia, ma l'ottuso Puffo cade in trappola. Vanitoso intanto vorrebbe ritrovare un cappello smarrito e Puffetta gli spiega che si trova tra dei rovi spinosi sulla riva sinistra del Fiume Puffo; anche Gargamella apprende la notizia. Quando però Puffetta cerca di dire a Stonato dove si trova il piffero regalato da Nonno Puffo, lei e la bambola si scambiano di posizione. Nel frattempo i Puffolini, continuando a spiare Matilda, apprendono che lei e altri due zingari sono diretti a casa di Gargamella. Al villaggio Quattrocchi e i quattro bambini riferiscono quanto scoperto a Grande Puffo: egli convoca una squadra di soccorso composta da Golosone, Quattrocchi, Sarto e Forzuto. Quella sera i tre gitani irrompono in casa di Gargamella e Matilda cattura Puffetta con indosso il vestito. Grande Puffo decide di restituirle la bambola a condizione che lei liberi i Puffi catturati da Gargamella.

## Un coro poco puffoso
- Titolo originale: Crooner Smurf

### Trama
Quattrocchi vuole trasformare le voci dei Puffi in un coro polifonico, ma Stonato è un disastro e il saccente Puffo lo costringe da abbandonare il coro. Grande Puffo fabbrica un amuleto per Stonato, che gli permette di cantare perfettamente; tuttavia, con la sua nuova voce, Stonato causa dei problemi al villaggio, costringendo Grande Puffo a mandarlo nella foresta. Agata intanto cerca di conquistare il suo amato Lizardo, ma egli la respinge sempre. Improvvisamente ascolta la voce di Stonato e decide di rapirlo per farlo cantare. Timido, Bontina e Tontolone assistono alla scena e, cercando di salvarlo, vengono catturati da Agata. Capendo che il suo cambiamento è dovuto all'amuleto, Stonato lo toglie, rompendolo. Quando Lizardo arriva al castello, sentendo Stonato cantare male, decide di andarsene e lancia una sedia contro la gabbia dei Puffi, permettendo loro di scappare. Al villaggio i protagonisti continuano le prove e Stonato canta meglio di prima.

## Il cappello del comando
- Titolo originale: Papa for a Day

### Trama
Mentre Grande Puffo cerca di preparare uno stucco, gli altri Puffi depositano i loro effetti personali nel cortile del loro capo, facendo baccano e disturbandolo. Grande Puffo suggerisce di costruire un locale sotterraneo per depositare il tutto, ma non può aiutare nei lavori; Quattrocchi si offre temporaneamente capo, ma tutti vorrebbero esserlo. Nonno Puffo propone l'idea di indossare un cappello rosso (uguale a quello di Grande Puffo) a rotazione: chi lo porta sarà il capo. I Puffi iniziano a lavorare per la costruzione di una galleria, indossando il cappello rosso a rotazione; tuttavia nessuno riesce a essere un buon capo, a causa dell'inesperienza, e i lavori non procedono bene. Alla fine i Puffi decidono di restituire il cappello rosso a Grande Puffo, che nel frattempo ha preparato lo stucco. Nel mentre la galleria inizia a franare e il villaggio rischia di sprofondare. Grande Puffo coordina i lavori di riparazione del tunnel e, grazie allo stucco, si evita di farlo franare, riuscendo anche a creare uno spazio per gli effetti personali dei Puffi.

## L'avventura di Indeciso
- Titolo originale: Flighty's Plight

### Trama
Indeciso non riesce a fare le sue scelte e Quattrocchi cerca di aiutarlo. Forzuto invece decide di fargli fare una prova di sopravvivenza: lui, Quattrocchi e Bontina portano Indeciso lontano dal villaggio e gli fanno cercare la strada di casa, seppur tenendolo d'occhio. Nel frattempo Lenticchia desidera farsi assumere da Baldassarre: Gargamella accetta, ma solo per fargli trovare un libro dorato. Intanto scoppia un temporale e Indeciso si rifugia nel castello di Baldassarre: Forzuto, Quattrocchi e Bontina si precipitano subito a salvarlo, ma vengono poco dopo catturati da Lenticchia, il quale dice al violento stregone che i Puffi predirebbero il futuro "se sono colpiti da una fonte di energia e di luce". Baldassarre ci crede e li porta alla torre di osservazione; questa distrazione permette a Lenticchia di appropriarsi del libro e fuggire dal castello. Il ragazzo racconta quanto successo a Gargamella che decide, insieme al suo apprendista, di rientrare nella fortezza per impossessarsi dei Puffi. Vengono però scoperti da Baldassarre, che li getta nel fossato. Nel frattempo Indeciso cerca di salvare i tre, riuscendo a liberarli e farli fuggire dal castello. Fuori dall'edificio, Gargamella si infuria quando scopre che il libro è caduto nel fossato e non è stato scritto con inchiostro impermeabile.

## Tre monete per tre Puffi
- Titolo originale: To Coin a Smurf

### Trama
Gargamella ordina a Lenticchia di raccogliere tutti i fiori di puffragola per estrarne l'essenza e usarla per attirare i Puffi in delle trappole e catturarli. Nel frattempo Nonno Puffo, Quattrocchi, Tontolone, Bontina, Golosone, Vanitoso e Forzuto vanno a raccogliere i fiori di puffragola per decorare un carro; si accorgono però che i fiori non ci sono. Cadono però nelle trappole di Gargamella, tranne Forzuto, che avverte Grande Puffo. Quest'ultimo, Inventore e Forzuto vanno a salvarli, riuscendovi solo dopo che Gargamella ha messo Nonno Puffo, Quattrocchi e Bontina nel macchinario che li trasforma in oro; nonostante Inventore e Forzuto sabotino il macchinario, i tre escono dalla macchina sotto forma di monete d'oro. I Puffi, tranne Vanitoso e Forzuto incaricati di non perdere di vista le tre monete, tornano al villaggio e aiutano Inventore a fabbricare un macchinario per far tornare i tre come prima. Gargamella intanto viene derubato da due briganti; Forzuto e  Vanitoso vedono la scena e quest'ultimo va ad avvertire Grande Puffo. Intanto quest'ultimo e Puffetta a bordo di Bianca cercano i Puffi trasformati e trovano Vanitoso che spiega loro l'accaduto e si unisce al duo. Nel frattempo i briganti cenano in una locanda e, dopo aver pagato il conto con una moneta d'oro rubata, si fermano a dormire per la notte, durante la quale intendono anche derubare il locandiere. Gargamella e Puffetta vanno in città alla ricerca dei banditi, mentre Vanitoso a chiedere aiuto a re Gerardo. Quando arriva alla locanda il sovrano, egli dichiara in arresto i due briganti e Gargamella, per aver fabbricato monete senza licenza. Inoltre al villaggio il macchinario di Inventore permette di far tornare come prima Nonno Puffo, Quattrocchi e Bontina.

## Puffetta strega cattiva
- Titolo originale: Smurfette Unmade

### Trama
I Puffi si preparano per lo spettacolo del "giorno puffo". Essi però vengono attaccati da Gargamella, Lenticchia e Birba, ma Puffetta grazie all'astuzia riesce ad avere la meglio. Lo stregone è frustrato per il fatto che aver creato Puffetta abbia finito per ritorcersi contro e, su suggerimento di Lenticchia, intende farla tornare come prima. Dopo averla catturata con un fiore, Gargamella la porta alla sua stamberga, ma a causa di un errore fa sì che l'incantesimo avrà effetto solo a partire dalla prossima Luna piena, che sarà quella notte. Tornata al suo aspetto originale la notte stessa, Puffetta, servendosi dello specchio di un portacipria, comunica con Gargamella, che le dà appuntamento alla grande quercia. Qui la malvagia Puffetta cerca di condurre Gargamella, Lenticchia e Birba al villaggio, ma non essendo più un Puffo non riesce a trovare la strada. Il giorno dopo Grande Puffo e i Puffolini trovano Puffetta (travestita con una parrucca bionda) e la riportano al villaggio, ignari dell'accaduto. Mentre si svolge lo spettacolo, Puffetta su ordine di Gargamella si intrufola nel laboratorio di Grande Puffo e crea un incantesimo per permettere allo stregone di trovare Pufflandia. La magia riesce e, dopo lo spettacolo, Gargamella arriva sul posto e cattura i Puffi, tranne Puffetta. Quella notte, il perfido mago crea una pozione per trasformare i Puffi in oro e Puffetta ritorna come prima, liberando tutti; Grande Puffo rivela poi che la sua bontà è troppo profonda perché Gargamella possa distruggerla con un incantesimo.

## Una casetta affollata
- Titolo originale: Foul Feather Fiend

### Trama
La casa dei Puffolini è piena di animali portati da Naturone; ciò impedisce agli altri tre di dormire. Nel frattempo Lenticchia, cercando di prendere la penna contenuta in un nido, finisce per farlo cadere e l'uovo contenuto inizia a rotolare. Poco dopo aver liberato gli animali, Naturone trova l'uovo e lo porta a casa sua. Qui Brontolone e i Puffolini cercano di far schiudere l'uovo, ma realizzano che è meglio cercare la madre. Nel frattempo Gargamella usa la penna rubata per trasformarsi in un corvo e, giunto nei pressi del nido, sbatte contro un albero, cadendo a terra. I Puffi lo trovano e, ignari della sua identità, lo portano al villaggio e si prendono cura di lui. Quando l'uovo si schiude ne nasce un pulcino di avvoltoio e Sciattone realizza la verità. Poco dopo Gargamella cattura i Puffolini; Grande Puffo, a bordo del pulcino, lo segue e riesce a liberare i Puffolini, rimanendo però sulla groppa del falso corvo. Lenticchia intanto versa l'antidoto fuori dalla finestra della casa; di conseguenza, avvicinatosi alla sua abitazione, Gargamella ritorna come prima e atterra nella sabbia, mentre Grande Puffo viene salvato dal piccolo rapace.

## Bontina ape regina
- Titolo originale: Sassette's Hive

### Trama
Durante i preparativi di uno spettacolo, Bontina dà dei consigli a Inventore, Pigrone e Quattrocchi, ma essi non la ascoltano. Quella notte allo show, Nonno Puffo racconta del suo viaggio a Botania, una strana terra da cui provengono le candele di cera che i Puffi stanno usando in quel momento. Siccome le candele stanno finendo, Nonno Puffo decide di andare a Botania insieme ai Puffolini. A bordo del pallone magico di Nonno Puffo il gruppo arriva in un baleno a Botania, tuttavia delle vespe malvagie dotate di forchetta, i Rinnegati, bucano il pallone e l'atterraggio è piuttosto brusco. Poco dopo Nonno Puffo e i Puffolini incontrano il popolo delle api capeggiate dalla regina Beatrice. Mentre tre api riparano il pallone bucato, i cinque Puffi vengono ospitati dalla regina. Buzzy, il nipotino della regina, dà dei consigli alla zia, ma ella non lo ascolta. Il piccolo mostra poi a Bontina e Sciccoso dove si trova il nettare più buono, quando vengono attaccati dai Rinnegati, che rapiscono Beatrice, buona parte delle api, Nonno Puffo, Naturone e Sciattone. Nel frattempo Bontina riesce a farsi ascoltare e, insieme alle api rimaste all'alveare, mette insieme un esercito per combattere le vespe. Poco dopo anche il gruppo rimasto all'alveare viene rapito, ma guidato da Bontina mette in atto la rivolta, costringendo le vespe ad arrendersi. La regina si congratula quindi con Bontina e le dà la corona da regina; lei però la cede a Buzzy. Subito dopo i Puffi tornano a casa. Tutta l'avventura viene poi raccontata da Nonno Puffo agli altri Puffi.

## Le ambizioni di Sciccoso
- Titolo originale: Little Big Smurf
- Titoli ulteriori: Riedizione in DVD Piccolo, grande puffo

### Trama
Mentre Sciccoso desidera diventare forzuto, Lenticchia prepara uno stufato, ma Bue Grasso lo divora tutto. Furioso, Gargamella decide di usare una pozione per far crescere di dimensioni un Puffo e poterlo divorare. Riesce a catturare Sciccoso, ma l'effetto degenera e diventa enorme. Sciccoso si prende la sua vendetta, finché Grande Puffo gli impone di smettere. Mentre Grande Puffo cerca un incantesimo per far tornare Sciccoso come prima, quest'ultimo causa dei danni al villaggio per via della sua stazza: Grande Puffo gli impone dunque di andare nella foresta. Nel frattempo Gargamella usa la pozione su sé stesso e inizia a inseguire Sciccoso, riuscendo a catturarlo. La pozione di Grande Puffo finisce nel fiume, in cui poco dopo cadono anche Gargamella e Sciccoso; l'acqua contaminata fa tornare i due alla normalità.

## Il treno-puffo di Inventore
- Titolo originale: Locomotive Smurfs
- Titoli ulteriori: Riedizione in VHS Il treno puffo

### Trama
Contadino, Bontina, Golosone e Inventore devono portare un carico di puffbacche al villaggio, ma è parecchio faticoso. Dopo essere stati quasi catturati da Gargamella, a Inventore viene l'idea di costruire una "puffovia" (ferrovia) e un "treno-puffo". Bontina e Inventore vorrebbero usarlo per fare una gita nella foresta, ma Grande Puffo dice loro di no, siccome teme che Gargamella sia ancora in giro. Mentre il capo dei Puffi va da Omnibus, Quattrocchi vorrebbe usare il treno per fare una gita e, siccome Inventore non riesce a spiegare quanto detto da Grande Puffo, gli altri sono d'accordo. A causa del suo atteggiamento petualnte, Quattrocchi viene buttato fuori dal treno e cerca di raggiungere gli altri con una draisina. Gargamella intanto realizza un nuovo binario per deviare il treno a casa sua, riuscendo nell'intento. Tuttavia Inventore riesce a salvare gli altri affumicando la casa dello stregone. I Puffi fuggono in treno e, su un ponte, Gargamella cerca di catturarli. A causa del peso eccessivo il ponte crolla e permette ai protagonisti di fuggire. Inventore costruisce quindi un treno in miniatura per Baby Puffo e i Puffolini.

## Alla conquista di una linfa preziosa
- Titolo originale: A Long Tale for Grandpa
- Titoli ulteriori: Riedizione in DVD L'isola del tuono

### Trama
Quattrocchi, Tontolone, Contadino e Boscaiolo incontrano degli insetti chiamati "locuste familiaris" che divorano tutto quello che trovano, siccome mangiano solo una volta ogni 800 anni. Tornato a Pufflandia, Quattrocchi avverte gli altri Puffi; Nonno Puffo ricorda di quando 800 anni prima le locuste attaccarono il villaggio e le allontanarono con la "linfa dell'albero del tuono". Mentre egli mescola il repellente, viene supplicato da Naturone, Puffetta, Forzuto e Tontolone di finire di raccontare una storia. Nonno Puffo cede, ma la distrazione fa esplodere il repellente, vanificandone l'effetto. La linfa purtroppo è finita e l'unico albero del tuono si trova sull'Isola del Tuono, al centro della Terra. Sentendosi in colpa per quanto accaduto, Naturone, Puffetta, Forzuto e Tontolone decidono di accompagnare Nonno Puffo nel viaggio per prendere la linfa, a cui si aggiunge anche Quattrocchi. Grazie al pallone magico di Nonno Puffo, il gruppo arriva in fretta a destinazione. Dopo aver incontrato un visone, i sei Puffi giungono all'albero del tuono, dove trovano due "molliconi" che raccolgono la linfa. Vengono però scoperti e catturati. Portati al cospetto del re, i sei Puffi sono condannati a essere divorati da un "mollicodrillo". Qui Nonno Puffo racconta una storia, incuriosendo il re, che li libera. Fa finire di raccontare l'avventura a Nonno Puffo e ordina di rinchiudere gli altri cinque Puffi nelle segrete. Grazie all'aiuto del visone, essi riescono a fuggire e a trovare Nonno Puffo, che vorrebbe prendere una pausa, ma il re lo minaccia di morte. I Puffi tornano poi all'albero della linfa, dove ne prendono un po'. Una volta fuggiti, anche grazie alla complicità di alcuni visoni, i sei Puffi tornano al villaggio, devastato dalle locuste. Bucando il pallone, Nonno Puffo fa piovere il repellente su Pufflandia, facendo scappare gli insetti.

## La festa della comunità
- Titolo originale: Where the Wild Smurfs Are

### Trama
È la festa per il giorno comunità, ma Selvaggio è triste; si scopre poco dopo che pensa ai suoi amici scoiattoli. Grande Puffo manda quindi Naturone, Quattrocchi e Selvaggio nella foresta per cercare gli animali. Nel frattempo Agata va dal parrucchiere per farsi tagliare i capelli, ma l'uomo la acconcia in modo ridicolo. Dopo essersi vendicata, la strega decide di sistemarsi i capelli con una formula magica, per la quale servono code di scoiattoli selvatici; cattura subito l'amata di Dentone mediante una ghianda finta. Il roditore quindi scappa, incontrando poco dopo Naturone, Quattrocchi e Selvaggio, ai quali spiega quanto successo. I quattro poco dopo vedono Agata con tanti scoiattoli prigionieri e, nel tentativo di liberarli, vengono inseguiti dall'avvoltoio. Naturone va a chiamare Grande Puffo mentre gli altri tre provano a salvare gli scoiattoli, ma vengono catturati da Agata. Grande Puffo arriva, insieme a Naturone, e le dà un'essenza magica che permetterebbe di "far cadere ai suoi piedi qualunque principe si trovasse nei paraggi del suo castello". Dopo aver imprigionato anche i due, Agata usa subito l'essenza, ma al contrario del previsto si trasforma in uno scoiattolo e viene inseguita dal suo avvoltoio, che rovescia la gabbia, aprendola. Il gruppo può così tornare al villaggio dove viene celebrata la festa.

## Il sacco magico di Babbo Natale
- Titolo originale: The Magic Sack of Mr. Nicholas

### Trama
Sta per arrivare il Natale, ma gli elfi di Babbo Natale sono malati; quest'ultimo, ricordandosi di quando i Puffi l'hanno aiutato decide di chiedere loro aiuto. Una renna volante con un messaggio d'aiuto arriva a Pufflandia; un piccolo gruppo di Puffi sale sulla groppa dell'animale e va da Babbo Natale. Nel frattempo Cloridrite vede la renna volante e decide di seguirla, avendo un piano per rovinare il Natale. Il gruppo intanto arriva a casa di Babbo Natale: Golosone prepara una zuppa per gli elfi, dopodiché i Puffi (tranne Brontolone) decidono di aiutare l'anziano uomo a impacchettare e consegnare i regali al posto degli elfi. Gargamella invece decide di travestirsi da pupazzo di neve e cattura in un sacco cinque Puffi rimasti al villaggio. I Puffi mettono poi i regali in un sacco magico, in cui c'è sempre posto per tutti i giocattoli, dentro cui cade Brontolone. Cloridrite poco dopo ruba il sacco, ma si scontra contro Gargamella. Dopo un piccolo diverbio, i due prendono per errore il sacco dell'altro. Nella stamberga Gargamella svuota il sacco, da cui fuoriescono centinaia di giocattoli e Brontolone, che si nasconde in un mobiletto. Il perfido mago realizza che, nello scontro con Cloridrite, ognuno deve aver preso per errore l'altro sacco. Decide perciò di restituirle i giocattoli nel tentativo di avere in cambio i cinque Puffi e ordina a Lentcchia di rimettere nel sacco i balocchi. Il ragazzo però vuole tenerseli per sé, così, dopo averli rimessi nel sacco magico, riempie un altro sacco uguale con l'attrezzatura del laboratorio di Gargamella e alcuni vecchi giocattoli. Lo stregone, ignaro dell'inganno, va da Cloridrite, la quale restituisce i cinque Puffi a Gargamella e getta l'altro sacco nel caminetto acceso, causandone l'esplosione. Nel frattempo Lenticchia nasconde in una grotta i balocchi rubati, che vengono poco dopo presi da Brontolone, il quale intende riportarli a Babbo Natale. Cloridrite e Gargamella sospettano che Lenticchia li abbia ingannati, così decidono di andare alla sua ricerca; lo trovano e, mentre lo interrogano, vedono Brontolone su una slitta di legno col sacco magico. Cloridrite, Gargamella e Lenticchia lo inseguono, finché Brontolone rischia di precipitare in una gola, ma viene salvato in tempo da Babbo Natale, che si congratula con lui. Intanto Gargamella e Lenticchia cadono dal dirupo, aggrappandosi a un ramo; Cloridrite si rifiuta di aiutarli e libera i Puffi catturati, che poco dopo si ricongiungono con gli amici.

## Lo stregone del pozzo
- Titolo originale: Swapping Smurfs

### Trama
È il giorno del Puffo lavoratore e tutti nel villaggio si danno da fare, tranne Pigrone che come sempre ha sonno. Cercando di scampare il lavoro, egli va a dormire vicino a un pozzo. Improvvisamente esso parla e rivela di essere il pozzo magico del baratto e che gettando dentro un oggetto vecchio se ne riceverà uno corrispondente ma nuovo di zecca. Grazie a ciò Pigrone, in cambio del cuscino danneggiato, ne riceve uno dorato tempestato di diamanti. Presto la voce si sparge nel villaggio e numerosi Puffi scambiano i loro effetti personali con versioni dorate. Bontina sospetta qualcosa e, cercando di dimostrare che non c'è nulla di strano, Forzuto getta la logora bambola della Puffolina nel pozzo, ricevendone una nuova con tanto di vestitino dorato, ma a Bontina non piace e scappa in lacrime. I Puffi cercano quindi di barattare la bambola nuova con quella vecchia, ma il pozzo non vuole. Per riaverla indietro il pozzo esige in cambio il libro degli incantesimi di Grande Puffo, ma i protagonisti non accettano. Nonno Puffo, Forzuto e Sciccoso allora entrano nel pozzo nel tentativo di recuperare la bambola. I tre, oltre a fallire nell'intento, escono dalla costruzione ipnotizzati, coi cappelli dritti e simili ai nani da giardino. Intanto Bontina avverte Grande Puffo dell'accaduto e i due si recano al pozzo. L'anziano Puffo ordina a tutti di tornare al villaggio, dopodiché, rimasto solo, si confronta con lo "stregone del pozzo", il quale rivela che vuole vendicarsi per essere stato intrappolato tempo addietro da Grande Puffo e che la rappresaglia si compirà grazie all'aiuto dei "suoi nuovi piccoli Puffi" (riferendosi a Nonno Puffo, Forzuto e Sciccoso). Questi ultimi nottetempo buttano gli altri Puffi – tranne Grande Puffo, Bontina e Pigrone – nel pozzo, facendo subire loro lo stesso effetto. Il giorno dopo Grande Puffo esegue sul libro degli incantesimi una magia, per poi darlo al pozzo. La magia fa sì che lo stregone del pozzo baratti i Puffi ipnotizzati con quelli originali, insieme ai loro vecchi effetti personali, dopodiché il pozzo viene distrutto. Grande Puffo infine dà la bambola logora a Bontina, che è felice.

## La regata
- Titolo originale: Predictable Smurfs
- Titoli ulteriori: Riedizione in DVD La pufforegata

### Trama
I Puffi si preparano per una regata, ma Tontolone, a causa della sua goffaggine, finisce per danneggiare le altre barche. Nel frattempo Gargamella, sapendo della regata dei Puffi, decide di parteciparvi anche lui con lo scopo di catturarli. I Puffi intanto riparano le barche e Tontolone ne costruisce una a forma di tinozza. Alla partenza della regata, Dubbioso sale in barca con Tontolone. Durante la regata, Tontolone lega per errore un tronco alla corda della barca impedendo agli altri di sorpassarlo. Ciò però ha un effetto positivo perché impedisce che Gargamella catturi i Puffi. In seguito Tontolone e Dubbioso vengono superati dagli altri e arrivano a destinazione per ultimi. I due però ricevono le congratulazioni degli altri Puffi, avendo impedito la cattura da parte di Gargamella.

## Il rivale di Forzuto
- Titolo originale: Hefty's Rival
- Titoli ulteriori: Riedizione in home video L'impresa impossibile

### Trama
Selvaggio è forte ancora più di Forzuto, che diventa invidioso. In seguito Grande Puffo incarica Forzuto e Selvaggio di andare sul monte Neve per raccogliere una puffragola di montagna per un esperimento. Durante il viaggio Forzuto litiga con Selvaggio e Dentone per vari motivi, a tal punto che decide di separarsi e scalare il monte da solo. Arrivato in cima, trova l'albero con una puffragola su un dirupo. Selvaggio poco dopo, insieme a Dentone, arriva sul posto e raccoglie la puffragola, ma precipita nel dirupo. Forzuto li salva e finalmente si riconcilia con Selvaggio. Al villaggio Forzuto rivela di aver perso la puffragola, ma Grande Puffo è felice che i due siano diventati amici.

## La marionetta parlante
- Titolo originale: Snappy's Puppet

### Trama
I Puffolini preparano uno spettacolo di marionette e burattini. Sciccoso, con un burattino a forma di drago, non ricorda le battute e si mette a raccontare delle barzellette. Nonostante gli spettatori si divertano, Puffetta e i Puffolini rimangono delusi del suo comportamento. In seguito Sciccoso va a casa di Grande Puffo e immerge il suo burattino in una pozione che "stabilisce il legame tra la realtà e la mitologia"; così facendo il pupazzo diventa un vero drago parlante di nome Galagawagga che racconta barzellette e vola. Sciccoso si diverte a fare scherzi agli altri Puffi col suo nuovo amico, finché quella notte vorrebbe dormire, ma il drago gli impedisce di sfilarsi dal braccio. Il giorno dopo Galagawagga infastidisce gli altri Puffi e trascina di peso Sciccoso fuori dal villaggio. In seguito i due rimangono intrappolati da un furetto, ma con l'intelligenza riescono da avere la meglio. Poco dopo Grande Puffo arriva sul posto e fa tornare Galagawagga sulla Terra del Mito.

## La principessa in pericolo
- Titolo originale: Prince Smurf

### Trama
A Pufflandia i Puffi discutono su chi ballerà con Puffetta a una festa; il trambusto infastidisce Forzuto che decide di allontanarsi. Nel frattempo la principessa dei bacucchi Geltrude e il suo fidanzato Cloggy cercano di prendere la penna di un uccello, ma essa cade in una roccia sotto un dirupo. Geltrude prova a prenderla, ma finisce per cadere, aggrappandosi a un ramo. Forzuto sente le grida di aiuto, accorre sul posto e la salva. Per aver salvato la principessa, Forzuto è obbligato a sposarsi con lei. Cloggy incontra Grande Puffo, Vanitoso, Golosone e Tontolone e spiega loro l'accaduto. Tutti insieme si recano dove verrà celebrato il matrimonio. Alle nozze, Geltrude dichiara di non volersi sposare con Forzuto e scappa in lacrime. Cade però in un dirupo e rimane col mantello appeso su uno spuntone. I bacucchi formano una catena nel tentativo di salvarla ma invano. Cloggy allora la salva con delle ali rudimentali. Cloggy e Geltrude possono dunque sposarsi, come desideravano in principio. I bacucchi regalano l'abito nuziale a Forzuto e Puffetta decide di ballare con lui, amando molto il suo vestito.

## La pozione magica
- Titolo originale: Return to Don Smurfo

### Trama
Assistito da Tontolone, Grande Puffo ha appena preparato una pozione rivitalizzante. In quel frangente i Puffolini entrano in casa, desiderosi che Grande Puffo prosegua con la lettura di Le avventure di Don Puffo e l'aquila magica. L'anziano Puffo acconsente e continua a leggere la storia; imitando le avventure i bambini finiscono per rovesciare la pozione sul libro. Tontolone e i Puffolini sono quindi costretti ad andare nella foresta per aiutare Grande Puffo nella ricerca degli ingredienti per fabbricare altra pozione. La pozione rovesciata fa uscire dal libro Don Puffo, che inizia a comportarsi come un eroe. Nel frattempo Grande Puffo, Tontolone e i Puffolini rischiano di essere catturati da Gargamella e tornano al villaggio senza gli ingredienti. Qui Grande Puffo realizza cosa è successo a Don Puffo, così prepara il contro-incantesimo per farlo tornare nel libro. I Puffolini però raccontano all'eroe dell'esistenza di Gargamella; Don Puffo decide di andare a sfidarlo. Dopo aver legato il mago e Birba, Don Puffo li porta al villaggio. Qui riescono a liberarsi e catturano Don Puffo e Quattrocchi. I Puffolini usano la pozione rivitalizzante per far uscire dal libro anche l'aquila d'oro, che cattura Gargamella e Birba e li riporta nella stamberga. Infine Grande Puffo fa tornare nel libro Don Puffo e la sua aquila.

## Il palazzo di Architetto
- Titolo originale: Skyscraper Smurfs
- Titoli ulteriori: Riedizione in VHS Il gran palazzo

### Trama
Architetto ha appena progettato un nuovo magazzino, ma Inventore e Grande Puffo modificano radicalmente il progetto, facendolo sentire inutile. Architetto e Inventore decidono poi di fabbricare una nuova abitazione per i Puffi: un "puffo-minio". Inizialmente titubanti i Puffi decidono di andare a vivere lì, convinti da Architetto. Nonostante la nuova abitazione sia dotata di vari confort odierni, si verificano una serie di incidenti, che culminano con un incendio. Tutti riescono a evacuare in tempo e tornano ad abitare nelle rispettive case.

## La ruota della fortuna
- Titolo originale: Bad Luck Smurfs

### Trama
Gargamella prova a catturare i Puffi con una trappola, che gli si ritorce contro. Su suggerimento di Lenticchia, decide di andare al castello della signora Fortuna, che governa la sorte. Arrivato a destinazione, Gargamella decide di cedere Birba a Fortuna in cambio che lei modifichi il destino dei Puffi. La donna però non può farlo personalmente, ma solo girando la ruota della fortuna. Gargamella pensa ai Puffi, facendo apparire sullo specchio al centro della ruota il loro mulino, dopodiché Fortuna gira la ruota, che si ferma su uno spazio fortunato. Frustrato, Gargamella chiede di fare un altro tentativo ma Fortuna rifiuta; il perfido stregone e Lenticchia la chiudono in un sacco e la gettano in prigione. Gargamella ne approfitta poi per sabotare la ruota, che si ferma su uno spazio sfortunato, causando al villaggio una serie di danni. Grande Puffo, Inventore, Quattrocchi, Puffetta e Bontina decidono quindi di chiedere aiuto a Fortuna, trovandola chiusa in cella. Dopo aver liberato la donna, lei si vendica verso Gargamella.

## Alla ricerca del tempo perduto
- Titolo originale: Smurfing Out of Time

### Trama
Madre Natura e Padre Tempo salgono su una barca a remi sul Fiume del Tempo, per andare a fare un picnic. Nel frattempo i Puffolini si annoiano e chiedono agli altri Puffi di giocare con loro, ma nessuno vuole, avendo altro da fare. I Puffolini decidono dunque di andare a trovare Padre Tempo, non sapendo che è andato via. Rimasti incuriositi da una barca a remi ci salgono sopra e rischiano di essere risucchiati da un mulinello nel Fiume del Tempo: riescono a salvarsi ma la barca viene distrutta. Il mulinello inizia a prosciugare l'acqua del fiume, provocando rapidi passaggi tra il dì e la notte. I Puffolini spiegano poi cosa è successo e tutti i Puffi cercano di salvare il fiume, riuscendovi grazie a un piano geniale di Inventore, Sciccoso e Naturone. Poco dopo i Puffolini ammettono la loro colpa a Madre Natura e Padre Tempo, i quali però non si arrabbiano, essendo stati anche loro giovani.

## La febbre del gioco
- Titolo originale: A Hole in Smurf
- Titoli ulteriori: Riedizione in DVD Puffi in buca!

### Trama
I Puffi sono stufi di giocare a palla puffa, così decidono di inventare un nuovo sport chiamato "palla in buca", corrispondente al golf. Inventore realizza il campo e l'attrezzatura, dopodiché fonda un club e si diverte a giocare con gli amici, trascurando la riparazione di un ponte. Quella notte Gargamella costruisce delle trappole nel campo, catturando i Puffi che vanno a giocare il giorno dopo. Inventore e Grande Puffo si salvano e lanciano delle palle da golf rimbalzanti dentro la casa di Gargamella, liberando i Puffi prigionieri.

## La terra di Nebigonia
- Titolo originale: Smurf Pet

### Trama
Nonno Puffo, Quattrocchi e i Puffolini sono a Nebigonia, dove raccolgono dell'acqua magica, che fa crescere le piante velocemente. I Puffolini vorrebbero portare a casa un Nebbit, un abitante di Nebigonia, ma gli adulti dissentono, siccome ciò rischia di alterare l'equilibrio; decidono quindi di nasconderlo nel cestino insieme a dei fiori di Nebigonia. All'atterraggio il fiore cade dal pallone e Puffetta lo pianta, dopodiché Contadino gli versa su un po' di acqua magica per farlo crescere in fretta. Nel frattempo Lenticchia, nel tentativo di vincere una gara scolastica di scienze naturali, fa crescere delle "bocche di drago", simili alle piante carnivore. Il Nebbit ben presto causa problemi al villaggio e viene scoperto da Quattrocchi. Quella notte egli decide di pilotare il pallone magico di Nonno Puffo per riportare la creatura nella sua terra, portando con sé anche i Puffolini, ma a causa della sua inesperienza la mongolfiera si schianta a terra vicino alle coltivazioni di Lenticchia. Quest'ultimo poco dopo trova il Nebbit e decide di catturarlo, per portarlo alla gara. Mentre i Puffolini seguono Lenticchia per salvare il loro amico, il giorno dopo al villaggio la crescita della pianta degenera, a tal punto che neppure Inventore riesce a tagliarla con un decespugliatore. Nonno Puffo spiega che l'unica soluzione è che un Nebbit mangi le piante, così decide di prendere il pallone magico e tornare a Nebigonia, ma si accorge che è sparito. Egli, Inventore e Grande Puffo vanno nella foresta a cercarlo, trovando Quattrocchi, che rivela loro la verità. Al concorso, i Puffolini liberano il Nebbit e, nonostante vengano scoperti da Lenticchia, riescono a salire in tempo sul pallone magico di Nonno Puffo. Al villaggio la creatura divora tutte le piante, riuscendo a sistemare la situazione, dopodiché Nonno Puffo la riporta a casa sua.

## Tempesta sul villaggio
- Titolo originale: Timber Smurf

### Trama
Gargamella sfrutta un incantesimo per creare una tempesta sul villaggio dei Puffi. La tempesta, oltre a distruggere Pufflandia, causa una falla nella diga e spazza via il legname accumulato, impedendo la riparazione finché Boscaiolo non riuscirà a procurare altra legna. I Puffi decidono di andare dal taglialegna per aiutarlo. Gargamella, sentendo i rumori delle operazioni di abbattimento, trova i Puffi e li cattura. Boscaiolo si salva e fa cadere i tronchi raccolti addosso a Gargamella, liberando i Puffi. I tronchi cadono in un fiume: Gargamella, Birba e i Puffi salgono su di essi, finché Boscaiolo fa precipitare i due nemici giù da una cascata. Alla fine la diga è sistemata e i Puffi ringraziano Boscaiolo con un banchetto.

## L'amuleto di Tontolone
- Titolo originale: The Smurf Who Could Do No Wrong
- Titoli ulteriori: Riedizione in DVD Il Puffo perfetto

### Trama
Tontolone inciampa su un sasso, causando una serie di sfortunati avvenimenti a catena che coinvolgono gli altri Puffi. Grande Puffo decide allora di portarlo da Omnibus, che dona un amuleto a Tontolone: portandolo al collo non si potrà più sbagliare. Col nuovo gioiello, Tontolone diventa molto intelligente, ma al contempo anche talmente infallibile da mettere in ombra gli altri. Nottetempo Quattrocchi, Pittore, Forzuto e Poeta decidono di sostituire l'amuleto di Omnibus con uno falso. Il giorno dopo i Puffi vanno a raccogliere delle erbe: Tontolone continua a inciampare a causa della sua goffaggine e nessuno dubita di niente finché l'ottuso Puffo sale su delle rocce per raccogliere un fiore, credendo di essere protetto dall'amuleto. Dopo che Pittore e Forzuto hanno rivelato a Grande Puffo la verità, Tontolone cade addosso a un falco, che li insegue. I Puffi rifugiano sotto delle rocce, ma Quattrocchi rimane indietro. Tontolone riesce a salvarlo usando l'amuleto falso per riflettere la luce del sole e accecare il falco, che si schianta contro una roccia. Al villaggio Tontolone decide di rinunciare all'amuleto e viene portato in trionfo dai Puffi per il coraggio dimostrato.

## La stellina dei desideri
- Titolo originale: Smurfette's Lucky Star

### Trama
Puffetta afferma di poter avere qualunque cosa grazie alla sua stella dei desideri. Essa poco dopo atterra sulla Terra e spiega di essersi spenta a causa della continua richiesta di desideri; dopo aver rischiato di essere catturata da Gargamella, la stella viene portata al villaggio da Puffetta, che si sente in colpa per le sue azioni. Alla stella rimane un desiderio prima di scomparire e invita Puffetta a esprimerlo, ma lei scappa in lacrime. La stella poi sale su una collina e saluta le sue amiche, quando lei e Puffetta vengono catturate da Gargamella. Per liberare l'astro, Puffetta esprime il desiderio che riacquisti il suo splendore, facendolo tornare in cielo. La stella con la sua luce acceca Gargamella permettendo a Puffetta di fuggire.

## Processo a Tontolone
- Titolo originale: The Smurfy Verdict

### Trama
I Puffi vanno a fare un picnic, tranne Grande Puffo che deve preparare una pozione per Omnibus. L'anziano Puffo affida quindi a Quattrocchi la custodia di Baby Puffo. Volendo partecipare alla "gara delle tre gambe", Quattrocchi affida momentaneamente Baby Puffo a Tontolone, che poco dopo lo perde. I Puffi si mettono a cercare Baby Puffo, riuscendo fortunatamente a trovarlo illeso. Al villaggio, mentre Grande Puffo si reca da Omnibus, i Puffi iniziano un processo per determinare se Tontolone è colpevole. Il pubblico ministero è Quattrocchi, che corrompe ripetutamente con dei pasticcini il giudice, Golosone, indignando gli altri Puffi. Nel frattempo Baby Puffo scappa, ma Tontolone se ne accorge e va a salvarlo: i Puffi dichiarano che questo caso è chiuso per sempre.

## La giornata dell'amicizia
- Titolo originale: Clorhydris' Lost Love
- Titoli ulteriori: L'amore perduto di Cloridrite

### Trama
I Puffi festeggiano il giorno dell'amicizia e sono felici. Nel frattempo Cloridrite ripensa a quando 20 anni prima si innamorò di Manfred il Magnifico, che però era corteggiato anche da Brusilla. Manfred volle sposarsi poi con Cloridrite, ma Brusilla fece un incantesimo per far sì che l'uomo non si presentasse in chiesa. La strega crede che la colpa sia di Cupido e brama vendetta verso di lui. Quest'ultimo intanto tira per errore una freccia addosso a un albero, vicino a cui si trovano Naturone, Sciattone e Sciccoso. I tre vedono Bontina e se ne innamorano, dandole parecchie attenzioni, infastidendola. Mentre Bontina scappa, entra per errore nella caverna di Brusilla, la quale rivela di aver trasformato Manfred in una statua di pietra. Tornata al villaggio avverte Grande Puffo e Nonno Puffo. Nel frattempo, mentre Cupido fa un bagno, Cloridrite sostituisce le frecce dell'amore con quelle dell'odio. Dopo aver incontrato Vanitoso, Cupido, ignaro dello scambio, lancia una freccia su Pufflandia, facendo diventare i Puffi indisponenti e irascibili. Grande Puffo, Nonno Puffo e Bontina non vengono colpiti, in quanto sono in casa. Quando il messaggero alato arriva al villaggio insieme a Vanitoso, Grande Puffo si accorge che le sue frecce hanno un cuore nero (e non rosso); realizzando chi è la responsabile, decide di andare, insieme a Cupido, Bontina e Vanitoso, al castello di Cloridrite. I quattro cercano di riprendersi le frecce, ma la strega li cattura. Bontina vede però il ritratto di Manfred e le spiega di averlo visto trasformato in pietra. Cloridrite libera lei e Vanitoso per poi affidare a loro una sfera magica che, se lanciata contro la statua, ritornerà in vita. Bontina e Vanitoso entrano nella grotta, ma prima che possano lanciare la sfera vengono inseguiti da due anguille; dopo alcune disavventure la sfera finisce contro la statua e Manfred torna umano. Brusilla vuole trasformare Manfred e i due Puffi in pietra, ma l'incantesimo si riflette contro lo specchio di Vanitoso, facendo sì che la magia le si ritorca contro. Manfred, Vanitoso e Bontina tornano al castello di Cloridrite: lei e l'uomo sono contenti di rivedersi. La strega è così felice che decide di liberare i prigionieri e restituire le frecce dell'amore a Cupido, il quale ne usa una per far tornare i Puffi come prima. Manfred invece si siede sulle frecce dell'odio e se ne va dal castello, venendo inseguito da Cloridrite.

## Il campanellino di Golosone
- Titolo originale: Stop and Go Smurfs

### Trama
Pittore vuole realizzare una scultura e obbliga Tontolone, Vanitoso, Golosone, Brontolone, Stonato e Pigrone a rimanere in posizione, ma essi non ci riescono. Grande Puffo decide di incantare il campanellino di Golosone, che se suonato immobilizza i sei Puffi. Esso viene poi preso da Adele, la figlia di un barone, che vuole aggiungerlo nella sua collezione. Il gruppo, guidato da Grande Puffo, seguendo la carrozza giunge al castello. Arrivati in camera di Adele, Grande Puffo le spiega che quel campanello è magico e ne ha bisogno. I due vengono però catturati da due briganti. Gli altri Puffi arrivano a casa dei due furfanti e, malgrado vengano scoperti, riescono a liberare Grande Puffo. Quest'ultimo sabota il campanello facendo sì che suonandolo immobilizzi i due briganti. Grazie a ciò i Puffi liberano Adele: lei torna al castello, mentre loro al villaggio.

## L'amuleto magico
- Titolo originale: Poet the Know-It-All
- Titoli ulteriori: Riedizione in VHS L'amico indovino

### Trama
A Pufflandia un'agave sta per fiorire e Poeta scrive una lunga poesia, ma nessuno vuole ascoltarla. Nel frattempo Baldassarre brama leggere il futuro e un venditore ambulante cerca di truffarlo. Il perfido stregone però se ne accorge e si infuria, così il venditore gli rivela che uno gnomo di nome Salomone Indovino sarebbe in possesso di un amuleto magico che predirebbe il futuro. Poeta poco dopo incontra Salomone, che gli regala l'amuleto. Tornato a casa, Salomone riceve la visita di Baldassarre, che vuole l'amuleto. Lo gnomo però gli spiega di averlo dato a una creatura blu nella foresta. Mentre Baldassarre si mette alla ricerca di Pufflandia, Grande Puffo spiega a Poeta che l'amuleto fu forgiato nella fornace di un perfido mago: chi lo possiede potrà liberarsene solo donandolo a qualcuno che lo desidera. Poco dopo Baldassarre arriva al villaggio: mentre Poeta si nasconde, il malvagio stregone cattura molti Puffi e devasta il villaggio. Poeta, Inventore, Burlone e Puffetta vanno a salvare i loro amici rapiti. Dopo aver aperto la gabbia, il gruppo viene scoperto da Baldassarre, che trova Poeta con al collo l'amuleto. L'uomo inizia a inseguire il Puffo, fino a intrappolarlo sul cornicione del castello. Poeta si arrende e gli dà l'amuleto, ma Grande Puffo e Inventore, facendo cadere una statua sul cornicione, lo rompono e Baldassarre precipita tra le fauci del mostro del fossato. Al villaggio l'agave fiorisce, per gioia dei Puffi, e Poeta legge una versione breve del suo componimento.

## Il giornale di Curiosone
- Titolo originale: All the News That's Fit to Smurf

### Trama
Inventore fabbrica una "super puffosa stampatrice", corrispondente all'odierna rotativa. A Grande Puffo viene l'idea di stampare un giornale e delega i reportage a Puffo Curiosone. Ciò però causa il malcontento degli altri Puffi, siccome scrive pettegolezzi su di loro. Nel frattempo Grande Puffo rivela a Nonno Puffo che vuole andare da solo in un pericoloso canyon per prendere i semi di grandi puffragole, sorvegliati da delle piante drago. Curiosone lo scopre e scrive la notizia sul giornale. Quattocchi, Puffetta, Inventore e Golosone decidono di andare nel canyon. Nel frattempo Nonno Puffo legge il giornale e si arrabbia con Curiosone per aver pubblicato questa "notizia"; spiega poi che, per fermare le piante drago, occorre la leggendaria pietra arcobaleno. Curiosone sa dove si trova e, insieme a Nonno Puffo, si reca nel canyon con essa, dove Grande Puffo e gli altri sono stati catturati dalle piante drago, salvandoli.

## La mappa di Burlone
- Titolo originale: Gargamel's Quest

### Trama
Grande Puffo e Nonno Puffo trovano delle mappe astronomiche secondo cui quella notte Marte e Saturno si troveranno sulla stessa traiettoria della Luna e ciò permetterà agli esseri umani di entrare a Pufflandia. Mentre i Puffi costruiscono una barricata intorno al villaggio, Gargamella e Birba cercano di raggiungerlo, ma i due vengono pedinati da Quattrocchi, Tontolone e Burlone. Quest'ultimo lancia allo stregone una bottiglia con dentro una mappa falsa: Gargamella la segue e si ritrova a navigare in mare su una zattera. Quattrocchi, Tontolone e Burlone tornano al villaggio e spiegano che il pericolo è scampato, dato che Gargamella è in mare aperto. Quest'ultimo tuttavia si ritrova a riva dopo una tempesta e realizza dell'inganno. Quella notte i tre corpi celesti allineati fanno emanare una luce da Pufflandia, permettendo a Gargamella di trovarlo. Egli cattura i Puffi, i quali si salvano grazie al fatto che lo stregone apre un pacco esplosivo di Burlone.

## Gargamella torna bambino
- Titolo originale: Gargamel's Second Childhood

### Trama
I Puffolini vorrebbero giocare con gli adulti, ma essi sono impegnati a preparare la marmellata. I quattro, insieme a Cucciolo, vanno nella foresta. Nel frattempo Gargamella fa un incantesimo per tornare bambino, ma per errore anche Lenticchia diventa adulto. Gargamella va quindi nella foresta e incontra i Puffolini, che, ignari della sua identità, iniziano a fare amicizia con lui. Il giorno dopo al villaggio si tiene la "festa della marmellata": i Puffolini decidono di portare anche Gargamella, che addormenta tutti con una polvere magica per poi catturarli. Gargamella, dopo aver litigato con Lenticchia, decide di tornare alla sua età ma Grande Puffo gli fa credere che per invertire l'incantesimo debba raddoppiare le dosi degli ingredienti. Lo stregone ci crede, ma lui diventa anziano, mentre Lenticchia neonato. I due sono impotenti e ciò permette ai Puffi di fuggire.

## Un Natale speciale
- Titolo originale: 'Tis the Season to Be Smurfy
- Titoli ulteriori: Riedizione in DVD Buon Natale, Puffi!

### Trama
È la vigilia di Natale: mentre i Puffi addobbano il villaggio, Grande Puffo va da Omnibus per consegnargli un regalo. Nonno Puffo intanto fa vedere a Bontina il Natale degli umani. I due improvvisamente assistono a un ladro in azione e Nonno Puffo lo ferma lanciandogli contro una mela. I due Puffi poi vedono Gustav, un anziano venditore di marionette di legno, che ne regala una a un ragazzino ricco di nome Hans, ma suo padre Will lo sgrida per essersi avvicinato a degli "straccioni" e gliela distrugge, sostenendo che gli comprerà giocattoli più belli. Gustav poco dopo torna nella sua povera casa, dove c'è a letto sua moglie Elise malata, e il dottore gli spiega che potrebbe "lasciarsi andare". Nonno Puffo e Bontina assistono alla scena e, una volta al villaggio, raccontano quanto visto, ma nessuno presta loro attenzione, in quanto sono impegnati nei preparativi natalizi. L'unico che li ascolta è Selvaggio, che decide di aiutarli. Con una slitta trainata da Dentone, Selvaggio, Bontina e Nonno Puffo si recano dai poveri coniugi con due sacchi di regali. Quando Grande Puffo ritorna, chiede ai suoi amici se sono tornati Bontina e Nonno Puffo. Golosone e Quattrocchi gli spiegano che sono andati ad aiutare due umani in difficoltà, ma che loro erano troppo presi dai preparativi per ascoltarli. Grande Puffo sgrida gli altri per aver trascurato delle persone in difficoltà, così decidono di aiutarli, donando loro l'albero di Natale e alcune decorazioni. Si mettono poi in viaggio su una slitta trainata da Cucciolo. Nel frattempo Nonno Puffo, Bontina, Selvaggio e Dentone sono bloccati nella neve e vengono salvati da Grande Puffo. Quella notte il ladro di prima si appropria dei soldi di Will. Subito dopo la slitta passa vicino alle gambe del ricco uomo, che fa cadere un pacco sulla slitta; l'urto proietta Forzuto e Quattrocchi sulla strada. I due vedono il malfattore e decidono di catturarlo. Nel frattempo i Puffi arrivano a casa di Gustav ed Elise: mentre essi dormono, i protagonisti decidono di fare loro una sorpresa decorando la casa. A causa della sua goffaggine, Tontolone sveglia gli anziani coniugi, che rimangono piacevolmente sorpresi a vedere tanti regali e la casa addobbata. Intanto il ladro a casa sua scopre della presenza di Forzuto e Quattrocchi, i quali gli spiegano che dovrebbe condividere quello che ha con gli altri. Nel frattempo lo sceriffo, vedendo Gustav festeggiare, crede che abbia rubato le decorazioni e sta per arrestarlo. Viene però fermato dal vero ladro, che confessa le sue azioni e si sente pentito. Will decide di non denunciarlo, siccome gli ha restituito il denaro ed è Natale.